# Histoire de Nice

Blason de Nice.

L’histoire de Nice se caractérise essentiellement par deux éléments. C'est tout d'abord une ville frontière, qui a fréquemment changé de souveraineté. Elle a été ainsi successivement ligure, grecque et romaine, avant de faire partie du Royaume ostrogoth d'Italie, puis de l'Empire romain d'Orient et du royaume d'Italie (Saint-Empire Romain), devenant ensuite génoise, provençale, savoyarde, piémontaise et enfin française. C'est par ailleurs une ville dont le développement a été très rapide et dû essentiellement au tourisme. Ces deux particularités ont entraîné des conséquences importantes sur le plan social, politique, économique, culturel et urbanistique.

## Préhistoire
La présence de l'homme lors de la Préhistoire est attestée par deux sites paléolithiques : le campement de Terra Amata, occupé 380 000 ans avant notre ère et témoignant de la maitrise du feu, et la grotte du Lazaret (entre 230 000 et 125 000 ans avant notre ère). Plus à l'ouest, la plaine alluviale de Nice est alors de formation marécageuse, puis peut-être lagunaire jusqu'à la fin du Néolithique, impropre à l'occupation humaine. Celle-ci est toutefois attestée pour cette période sur le site de Caucade (vestige d'un habitat daté du VIe millénaire av. J.-C.), ainsi qu'à celui de Giribaldi (quartier de Cimiez, estimé à - 4 500 ans), voire dans le vallon de « Brancolar » (Néolithique moyen). D'autres artefacts témoignent de cette période : haches de pierre polie (découvertes au XIXe siècle et aujourd'hui disparues) et restes d'un vase globulaire sur la colline du château.
La fréquentation humaine, si ce n'est l'implantation, s'étoffe au cours de la période suivante : elle est déjà révélée par des traces indirectes d'anthropisation au Bronze ancien (charbon de bois, débris osseux, tessons de céramique, végétation rudérale) sur les abords du Paillon. Des témoignages plus tangibles ont été découverts sur la colline du château : tessons de céramique modelée du Bronze ancien local (2 100-1 600 avant notre ère) et surtout du Bronze final où s'ajoutent des restes sépulcraux et domestiques (élevage, artisanat du textile, fours...) ; à Caucade avec la nécropole du Youri à incinération ; et un dépôt d'objets en bronze au Mont-Gros,.

## Antiquité

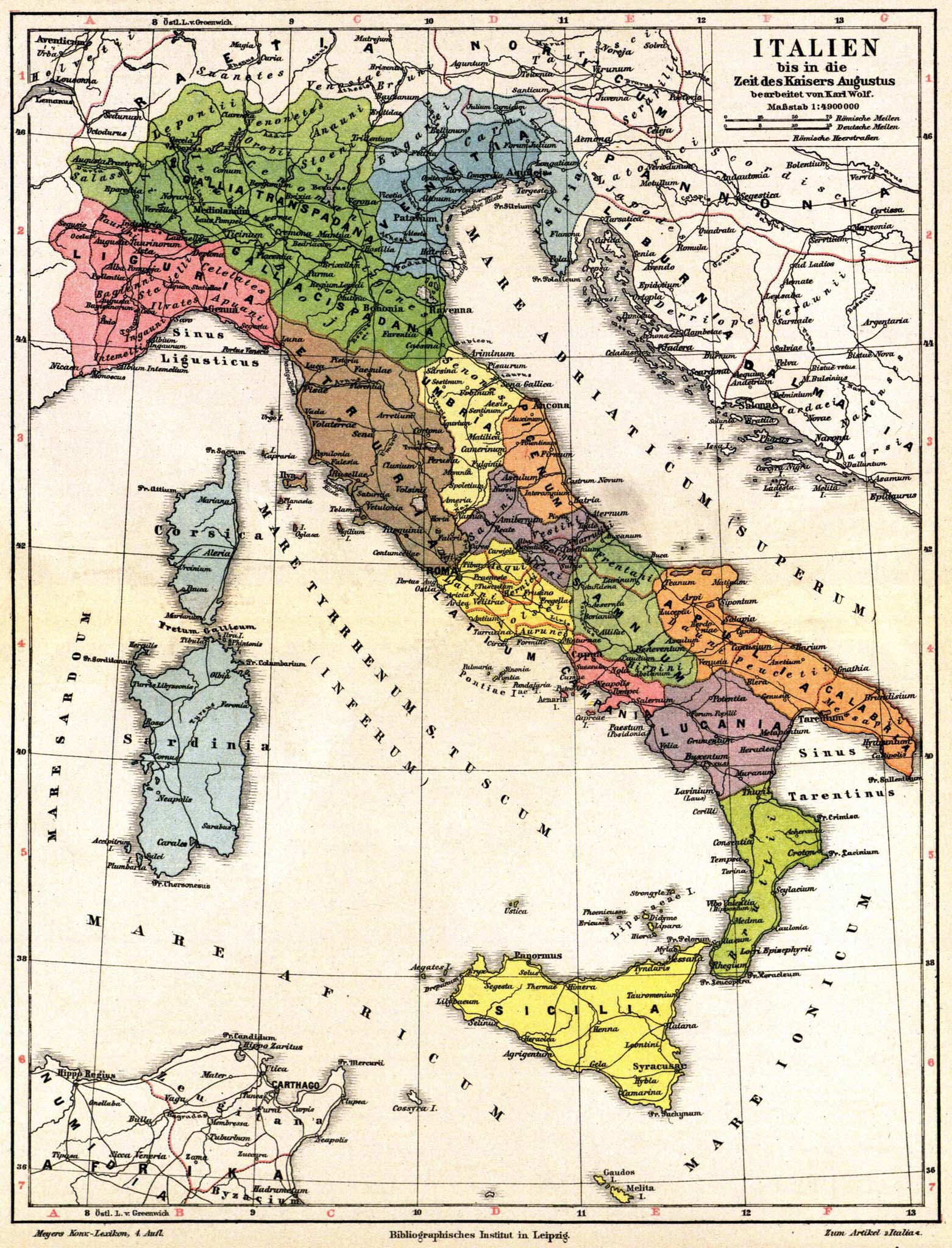
Nice à l'époque de l'Italie romaine. région IX Ligurie.

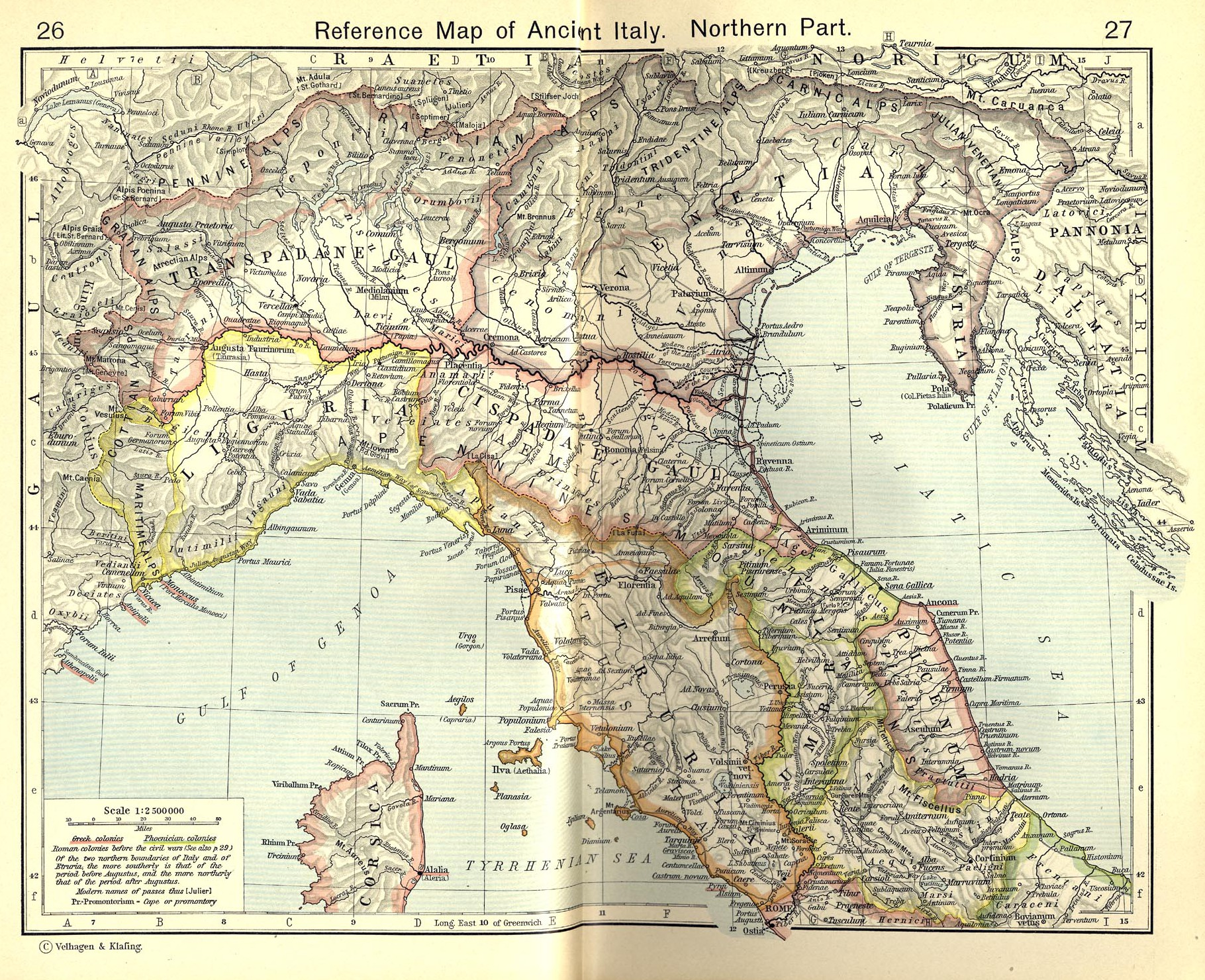
Nice dans la Ligurie antique, région IX Ligurie, entre les fleuves du Var et de la Magra.

Selon des historiens antiques et la majorité des spécialistes actuels de cette période, Nice aurait été fondée par des grecs phocéens venant de Massalia, entre le milieu du IIIe siècle av. J.-C. et le milieu du IIe siècle av. J.-C.. La ville aurait fait partie d'un réseau commercial contrôlé par Massalia sur les côtes de Méditerranée occidentale, avec notamment les sites d'Emporion (actuelle Empúries), Agathé (actuelle Agde), Rhodanusia (partie de l'actuel Saint-Gilles), Olbia et Antipolis (actuelle Antibes). Les Massaliotes qui voulaient obtenir l'hégémonie au nord du bassin occidental de la Méditerranée en contrecarrant l'expansion étrusque et carthaginoise mais qui étaient également possiblement en concurrence avec la colonie phocéenne d'Alalia en Corse (actuelle Aléria) y établirent une forteresse pour protéger leurs intérêts commerciaux. Cependant aucune preuve archéologique ou récit antique ne peut venir confirmer cette théorie sur la fondation de la ville de Nice.
L'emplacement exact du site est mal connu. Toutefois, la localisation traditionnelle sur la colline du Château semble désormais définitivement abandonnée ; les travaux de recherches les plus récents tendent à considérer comme la plus probable une implantation, qui présente toutes les caractéristiques des autres sites massaliotes, au pied de la colline, sous la vieille ville actuelle.
Parce que Nikaïa signifie en grec ancien « celle par qui est arrivée la victoire », l’étymologie du nom de Nikaïa a souvent été reliée à la victoire militaire des Massaliotes sur les Ligures ; toutefois aucune source ne permet de l’attester avec certitude, l’étymologie « victoire » (face à des autochtones) n’ayant été attribuée que plus tardivement, au XVIIe siècle. Si ce nom, d’ailleurs fréquent dans le monde grec, est bien d’origine hellénique, il pourrait tout aussi bien provenir d’un sanctuaire dédié à Athéna Nikè. Mais le toponyme Nice/Nis/Nic… est également répandu en Italie et en Espagne, y compris dans des régions sans influences grecques comme celle de Nizza Monferrato, et pourrait alors provenir d’un radical indigène qui aurait été conservé : ce *nis…, *nik… serait d’origine ligure et pourrait signifier « source » dans cette langue, mal connue,.
Au début du IIe siècle, les peuples ligures de la région, les Déceates et les Oxybiens, lancent des attaques répétées contre Antipolis et Nikaïa. Les Grecs font appel à Rome, comme ils l'avaient déjà fait quelques années plus tôt contre la fédération des Salyens. En 154 av. J.-C. les Romains interviennent pour la première fois en Ligurie. Le consul Quintus Opimius défait les Déceates et les Oxybiens et prend Ægythna, oppidum des Décéates. Les territoires « conquis » par les Romains sur les populations indigènes sont incorporés dans la région IX Ligurie faisant partie de l'Italie (époque romaine). Nice sera dans la dépendance d'Albintimillium.[réf. nécessaire]

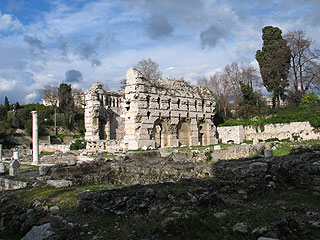
Vestiges des thermes romains de Cimiez.

Bien que plus tard Rome partage la région IX Ligurie et crée le district militaire des Alpes-Maritimes à l'ouest, la province des Alpes-Maritimes ne sera créée qu'au milieu du Ier siècle sous l'empereur Claude. Cemenelum, nouvelle capitale de la province, ne semble pas antérieure au milieu du Ier siècle. Elle est située sur la colline qui deviendra le quartier de Cimiez, probablement à côté de la cité des Védiantes, population ligure, qui ont toujours soutenu les Romains et dont le territoire s'étend jusqu'à Levens. Elle est, entre le milieu du Ier et le IVe siècle, le centre urbain le plus important, entre Antibes et Vintimille (Albintimillium), mais sa taille reste toutefois très limitée en comparaison des autres villes romaines.
Nikaïa proprement dite, c'est-à-dire la ville côtière grecque, est par contre incorporée dans les limites administratives de l'Italie, ce au moins à partir de l'époque d'Auguste. Elle constitue une fraction de littoral grec qui demeure sous la dépendance de sa métropole, Massilia (Marseille). C'est ainsi, par exemple, que Strabon, auteur antique, écrit à cette époque dans son ouvrage la Géographie (IV, 1,9) : « Bien qu'Antipolis (Antibes) soit située dans le territoire de la Narbonitis (la province de Gaule narbonnaise) et Nikaïa, dans celui de l'Italie, Nikaïa demeure soumise aux Massaliôtai (les Grecs de Marseille) et fait partie de la province (donc de la Gaule) tandis qu’Antipolis a été rangée parmi les cités italiotes aux termes d'un jugement rendu contre les Massaliôtai qui l'a libérée de leur domination ». Sachant que, pour Strabon, la limite entre Italie et Gaule était alors placée à l'embouchure du Var.
Nikaïa se développe néanmoins, grâce à la proximité de Cemenelum (Cimiez), et elle supplante celle-ci en importance au IVe siècle. L'existence d'une communauté chrétienne à Nikaïa est attestée en 314, de même qu'un centre épiscopal se trouve à Cemelenum. C'est aussi à Cemelenum que serait apparue au IIIe siècle la première communauté juive de la région niçoise.

## Moyen Âge

Nice dans le royaume d'Italie (Saint-Empire Romain) en violet.

Au Ve siècle Nice souffre comme le reste de l'Italie des invasions des Wisigoths. Cimiez, siège d'un évêché, est progressivement abandonné. En 488, Nice fera partie du Royaume ostrogoth d'Italie avec pour capitale Ravenne. En 550 vient la réunification avec l'Empire romain d'Orient qui soumet ou chasse les Ostrogoths hors d'Italie. Sous l'Empire romain d'Orient Nice fera partie de l'exarchat de Ravenne et de la province de Ligurie entre les fleuves du Var et de la Magra jusqu'en 641 lorsqu'elle est conquise par le roi lombard Rothari qui crée le duché de Ligurie avec Gênes pour capitale. Toute la Ligurie fait ensuite partie du Royaume lombard qui deviendra le royaume lombard d'Italie. L'abbaye de Saint-Pons est fondée à la fin du VIIIe siècle. Au cours des VIIIe et IXe siècle Nice subira, comme la Sardaigne et la Corse, de nombreux raids sarrasins, repoussera une tentative d'invasion en 729 mais sera prise et pillée en 813, en 859 et en 880 où elle fut même brûlée. Les villes du duché de Ligurie obtiennent avec le temps une certaine autonomie et au IXe siècle Nice se joint à la ligue de Gênes formée par l'ensemble des villes ligures.
Au cours du Xe siècle, Guillaume le Libérateur après avoir vaincu les Maures à la bataille de Tourtour, distribue les terres reconquises terra nullius à ses compagnons d'armes et vassaux. La région niçoise revient à Annon puis à ses descendants, les Nice-Orange (ou Vence-Nice), qui prennent le titre de Vicomte de Nice, lequel s'ajoute à leur domaine de Gréolières, de Cagnes et de Vence.

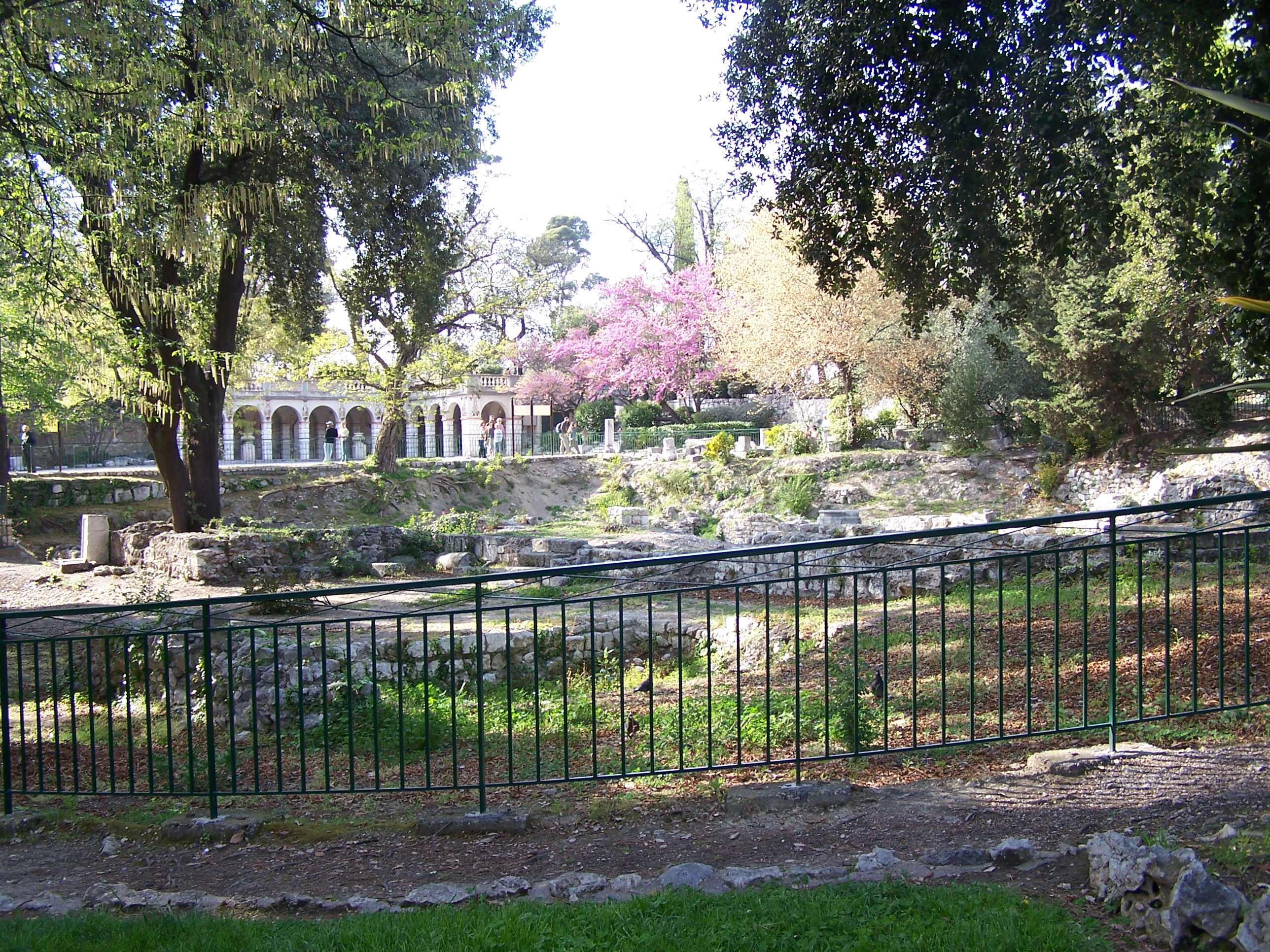
Vestiges de la cathédrale du château de Nice.

À la fin des années 1070, le succès de la réforme grégorienne oblige les seigneurs de Nice à renoncer à leur mainmise sur le patrimoine de l'église de Nice, et surtout de Saint-Pons. À partir de 1117, l'évêque de Nice devient le premier personnage de la cité. L'évêque Pierre Ier favorise l'implantation de l'ordre des Hospitaliers de Saint-Jean-de-Jérusalem à Nice, en 1135.
Durant le Moyen Âge Nice intervient et participe aux nombreuses guerres qui ont dévasté l'Italie. Comme alliée de Gênes elle fut ennemie de Pise et Venise.
En 1108, Nice devient une république maritime ligure et prend le titre de municipalité,. Elle est alors dirigée par un chef militaire chargé du pouvoir exécutif et par trois consuls exerçant l'autorité administrative. Peu de temps après, vers 1144, la ville se dote d'un consulat. Quatre consuls, élus, gèrent la cité. En 1153, les consuls entrent en conflit avec l'évêque. Enrichis par le commerce maritime et par leurs succès militaires en Corse, contre les Sarrasins, ils finissent par devenir la première force politique de la ville.

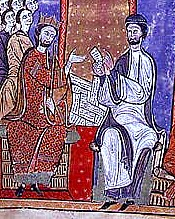
Le comte de Provence Alphonse Ier.

En 1162, les habitants refusent de prêter serment de fidélité au comte de Provence Raimond-Bérenger III (ou II) qui désire agrandir son territoire et contrôler le passage sud des Alpes. Confronté à l'opposition farouche des Niçois, Raimond-Bérenger III échoue à prendre la ville en 1166 et meurt lors du siège de la ville. En 1176 Nice est envahie par le comte de Provence Alphonse Ier qui tyrannise la population et met fin à la république. La nuit du 6 juillet 1215, à la mort d'Alphonse Ier, la ville se rebelle, les habitants massacrent les troupes provençales et proclamèrent l'indépendance de la ville[réf. obsolète], qui se donne à nouveau à Gênes[réf. nécessaire].
À la fin du XIIe siècle, la ville compte environ 3 000 habitants.
En 1228, inquiète de la nouvelle influence acquise par Raimond-Bérenger V de par son mariage avec Béatrice de Savoie, la ville de Nice conclut une alliance avec les villes de Grasse et de Draguignan et signe une convention avec la république de Pise. En réaction, Raimond-Bérenger envoie son armée[réf. obsolète] commandée par Romée de Villeneuve, viguier et baile de Provence[réf. obsolète]. En 1229, Romée de Villeneuve reprend Nice par la force, pour le compte du comte Raimond-Bérenger V de Provence. Il devient gouverneur de la ville, auquel il ajoute de nombreuses autres seigneuries en sa possession (Grasse, Villeneuve-Loubet, Vence, Gréolières,...), issues de l'héritage domanial des Nice-Orange. À sa mort Charles Ier d'Anjou, comte de Provence, a racheté les seigneuries de Villeneuve, Cipières et Cagnes aux héritiers de Romée qui ont été en partie cédés aux Grimaldi, à l'exception de Vence. Au cours du XIIIe et du XIVe siècle Nice a appartenu à quelques occasions aux comtes de Provence mais la population a toujours été hostile à ces dominations. La ville connaît cependant un important développement économique et démographique grâce au commerce du sel. Elle passe de 4 000 habitants en 1250 à 7 000 habitants en 1285.

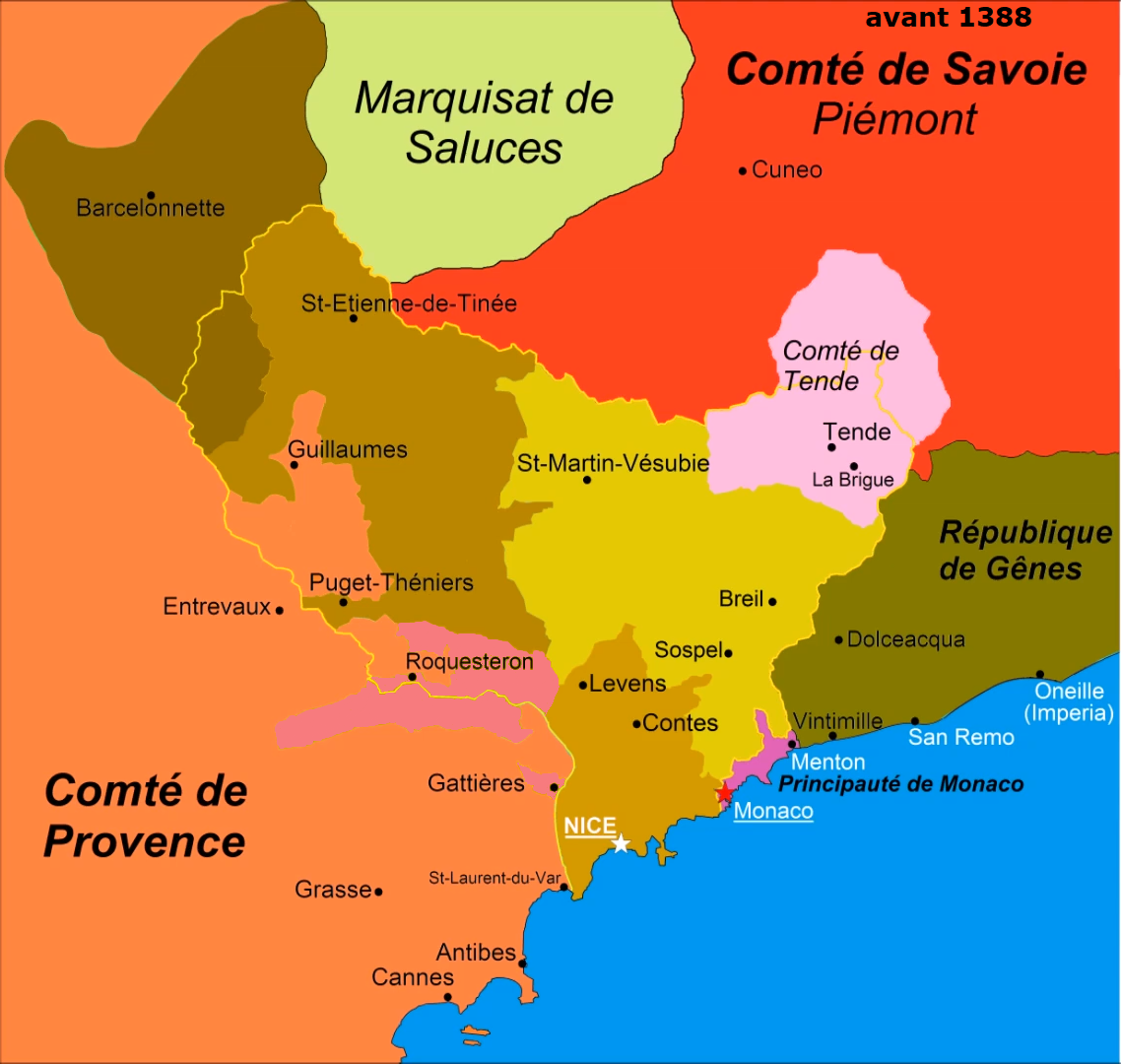
Les territoires au moment de la dédition en 1388
viguerie de Nice
val de Lantosque
viguerie de Puget-Théniers
viguerie de Barcelonnette
baillie de Villeneuve

La peste noire, en 1347-1348, réduit ce nombre de moitié : la population retombe à 8 400 habitants en 1365, et entre 4 000 et 5 600 habitants en 1387.
La fin du XIIIe siècle est marquée par la réapparition du consulat. En 1324, la ville possède un conseil permanent de 40 membres. Ce Conseil des Quarante prend de plus en plus de pouvoir. À partir de 1344-1345, il élit les syndics. La ville basse est fortifiée au cours de la première moitié du XIVe siècle. L'essor démographique reprend au XIVe siècle. La ville passe de 7 000 habitants en 1300 à 13 500 habitants en 1340.
C'est également vers cette époque que la présence juive à Nice commence à être mieux documentée, quoiqu'elle soit probablement antérieure à cette date. Si celle-ci n'est pas absolument certaine pour le IIIe siècle et peut être légitimement supposée pour le XIIe siècle à la suite de l'expulsion des Juifs du royaume de France, elle est certaine dès le milieu du XIVe siècle.

Les États italiens en 1494, Nice dans le duché de Savoie.

Nice participe ensuite à la guerre de l'Union d'Aix, de 1383 à 1388, provoqué par la succession de la reine Jeanne. Nice prend parti contre Louis d'Anjou et pour Charles III de Naples, puis pour son successeur Ladislas Ier de Naples. Battu, ce dernier conclut un accord avec le comte de Savoie Amédée VII, auquel la ville est donnée le 27 septembre 1388. L'accord est ratifié le 28 septembre. C'est la dédition de Nice à la Savoie.
Le passage de Nice sous le pouvoir des comtes de Savoie marque un tournant très important dans l'histoire de la ville. Avec le village de pêcheurs voisin de Villefranche, Nice devient l'unique port du comté de Savoie sur la Méditerranée : cette situation lui permet de devenir une petite et prospère capitale régionale. Les villes de Ventimille, de Menton, de Beausoleil, de Roquebrune et de Monaco restent génoises. La puissance maritime de Nice augmente, ses fortifications sont agrandies et ses routes améliorées.
Avant de repartir, Amédée VII de Savoie confie le pouvoir sur Nice à Jean Grimaldi de Beuil. Sa tutelle est peu appréciée et, en 1396, une délégation de notables de Nice demande au comte Amédée VIII de Savoie de nommer un nouveau sénéchal. Amédée VIII accepte, et Jean Grimaldi se rebelle contre lui. Après quatre années de guerre, le comte accepte de signer un compromis. En 1400, le sénéchal renonce à son titre contre une indemnité.
En 1406, la communauté juive de Nice est reconnue juridiquement.

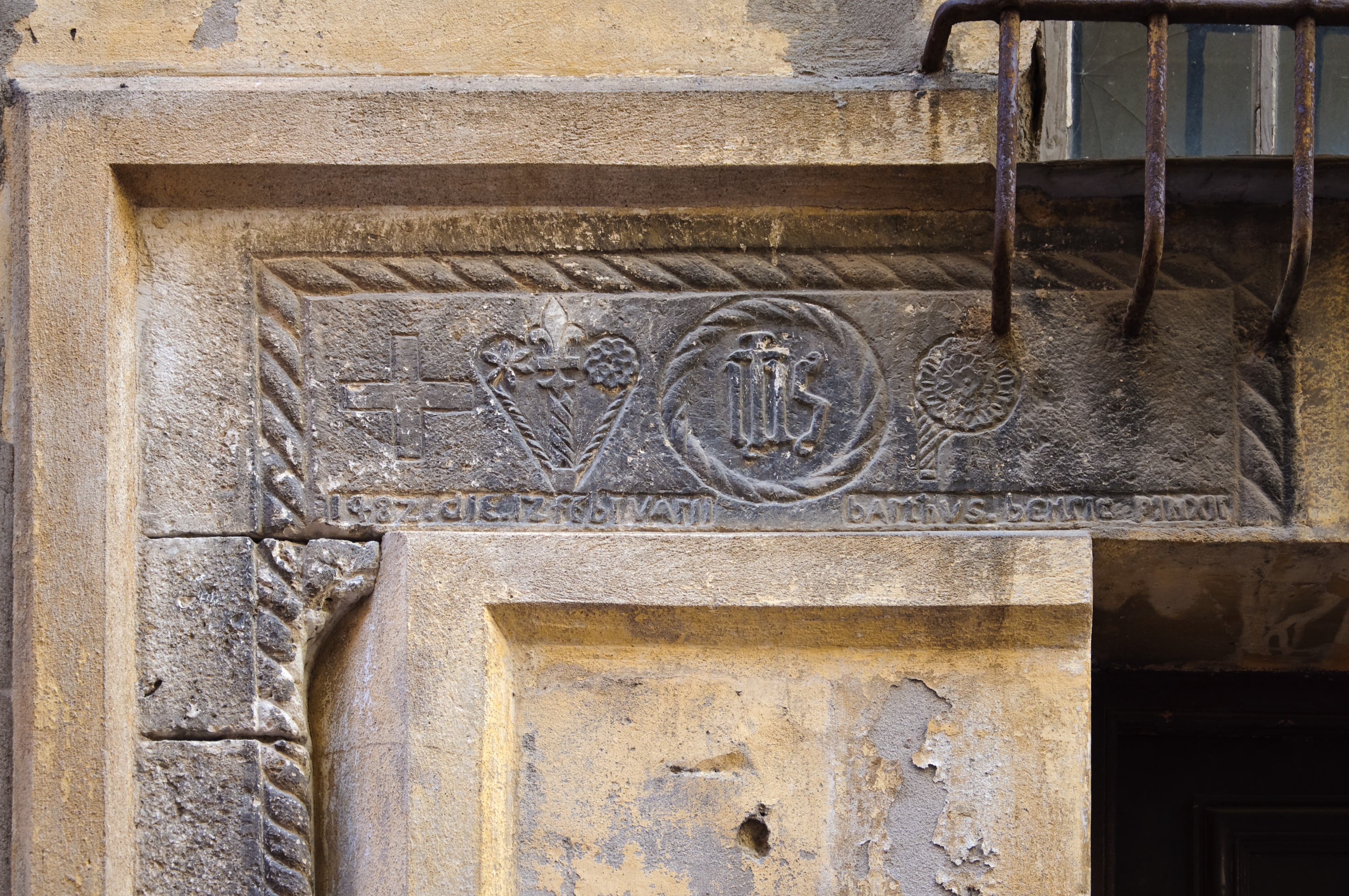
Linteau médiéval datant de 1482 dans le Vieux-Nice.

En 1419, la maison capétienne d'Anjou-Sicile renonce à Nice. La même année, Amédée VIII de Savoie, qui est devenu duc en 1416, entre à Nice. La situation politique se stabilise alors, même si la ville connaît une rébellion des classes populaires en 1436. Au XVe siècle, Nice connaît une période d'essor économique relativement important. La ville s'intègre progressivement aux États de Savoie. Au début du XVe siècle, la ville adopte un nouvel emblème : un aigle rouge, en référence à l'entrée d'Amédée VII le Rouge à Nice en 1388. La cité renforce également sa domination dans l'arrière pays, qui au XVIe siècle, est désormais appelé dans les actes de la chancellerie de Savoie « comté de Nice ».
Si 1430 voit la naissance du « judaÿsium » (juiverie, ghetto) par un édit du duc Amédée VIII de Savoie, c'est en 1448 sous la pression de l'Église, et sur ordonnance du duc de Savoie Louis Ier, que les Juifs de la ville seront enfermés dans la giudaria, correspondant à l'actuelle rue Benoît Bunico. Fermeture qui, si elle n'est pas toujours strictement pratiquée au cours des siècles suivants, ne sera abolie que quatre siècles plus tard. Construite en 1733, la synagogue de la giudaria est située au no 18 de la rue. Toutefois aujourd'hui, aucune marque distinctive et aucune plaque commémorative ne la signale.

## Époque moderne (XVIe–XVIIIesiècles)

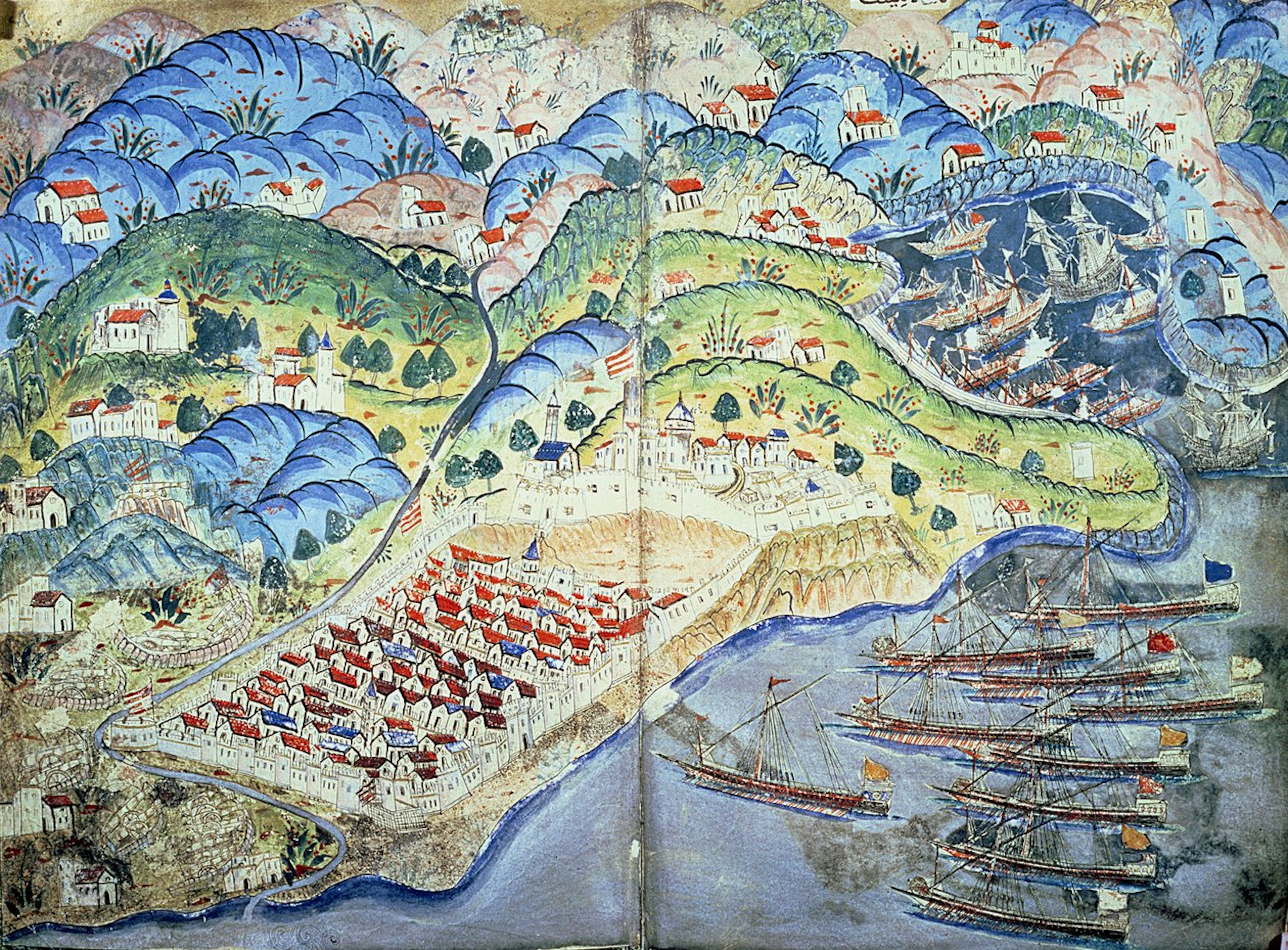
Siège de la flotte ottomane et française devant les murailles de Nice en 1543.

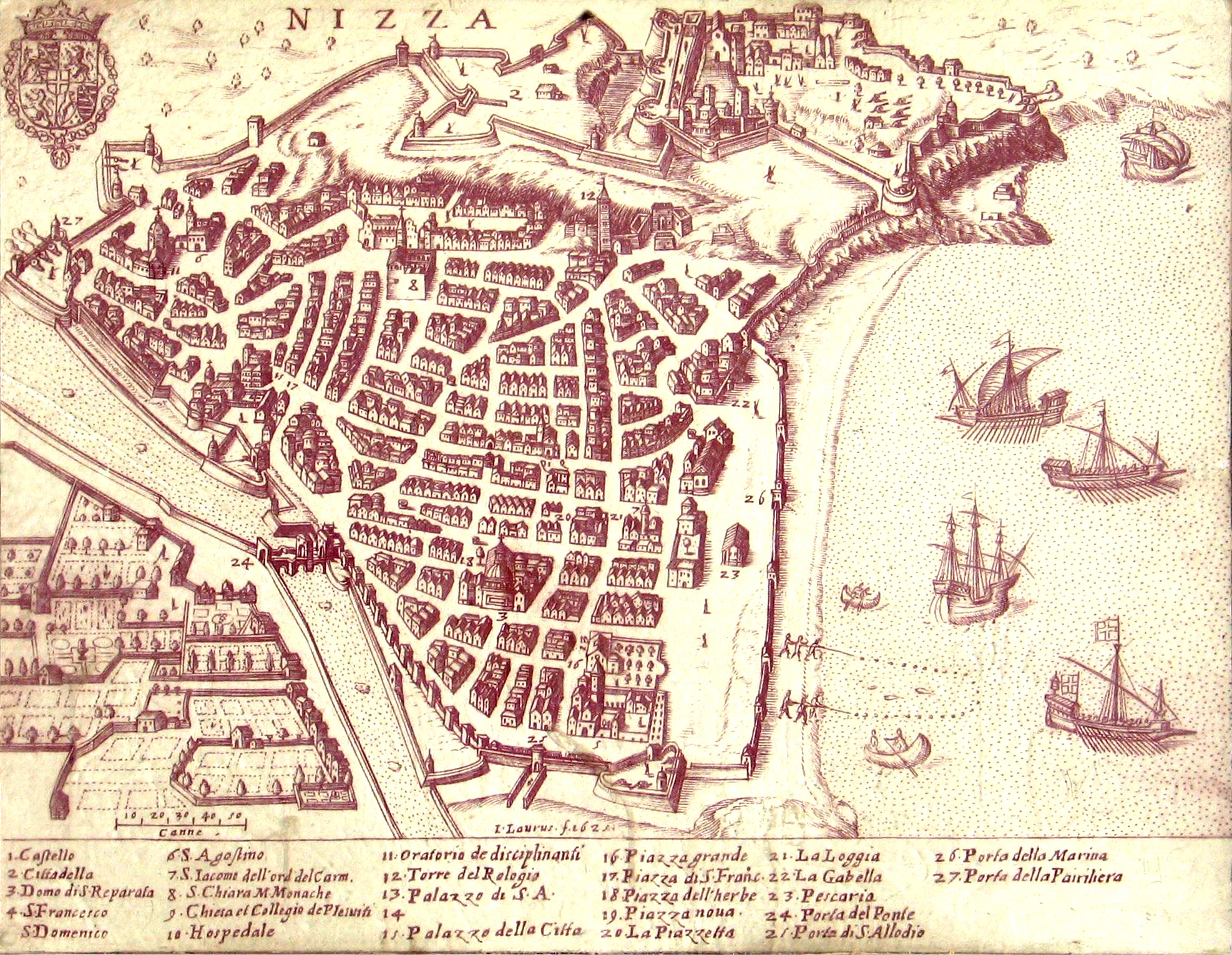
Plan de la ville de Nice en 1624, écrit en italien langue officielle de la ville jusqu'en 1860.

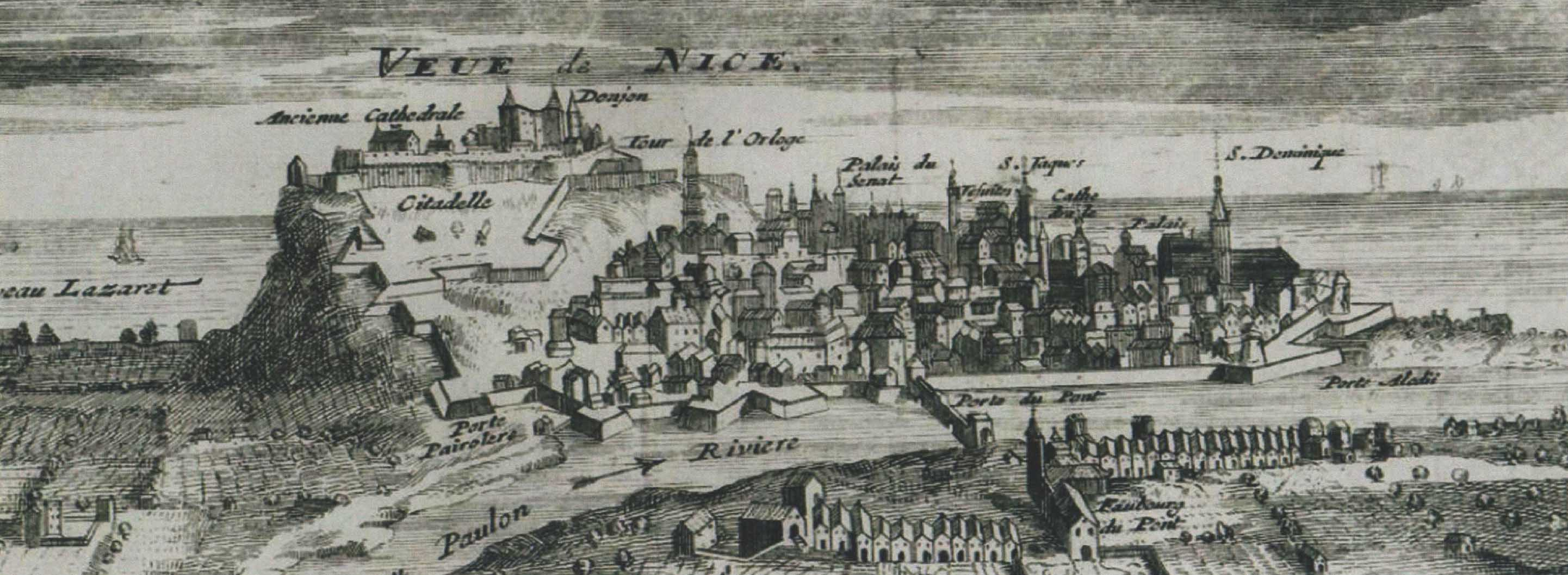
La ville de Nice vue par les Français lors du siège de 1691.

Sous le règne du duc Charles II, de 1504 à 1553, la ville connaît une période difficile, en raison notamment des guerres entre le roi de France François Ier et l'empereur Charles Quint. En 1536, la plupart des États de Savoie sont occupés par les armées françaises, et Charles II doit se replier à Nice. Des négociations de paix ont lieu dans la ville en 1538 entre François Ier et Charles Quint, à l'initiative du pape Paul III. Elles aboutissent à une paix précaire.
Dépossédé de l'essentiel de ses territoires, le duc Charles II séjourne fréquemment à Nice, sa principale place-forte. Il y développe la production monétaire de la zecca niçoise par des ordonnances de décembre 1541.
François Ier fait ensuite alliance avec le sultan ottoman Soliman le Magnifique contre Charles Quint. En 1543, Nice est assiégée par la flotte ottomane dirigée par Khayr al-Din, dit Barberousse. La ville basse est prise, lors de l'assaut du 15 août 1543, mais la forteresse résistera, jusqu'à ce que Français et Turcs se replient, au mois de septembre. C'est lors de ce siège qu'aurait eu lieu l'intervention du personnage, légendaire, de Catherine Ségurane.
La vocation militaire et maritime de la ville est renforcée tout au long du XVIe siècle, par Charles III puis par Emmanuel-Philibert, qui règne de 1553 à 1580. Ce dernier récupère ses terres de Savoie et du Piémont en 1559, grâce au traité du Cateau-Cambrésis. Charles-Emmanuel Ier succède ensuite à son père. La ville compte alors environ 10 000 habitants.
En 1561 Emmanuel-Philibert de Savoie abolit l'obligation d'utiliser le latin en tant que langue administrative et choisit de remplacer le latin par l'italien comme langue officielle du comté de Nice (ainsi que le français fut choisi en Savoie, sur la base des connaissances linguistiques de la population des deux comtés : la langue française était mieux connue et parlée en Savoie ainsi que l’italien à Nice),.
L'histoire de Nice est alors marquée par les guerres entre la Savoie et la France. En 1600, le duc de Guise, gouverneur de la Provence, attaque la ville, qui est défendue par son gouverneur Annibal Grimaldi de Beuil.
Après la mort de Charles-Emmanuel Ier, en 1630, son fils Victor-Amédée Ier signe un traité d'alliance, le traité de Cherasco, avec la France. Ce lien se renforce après la mort de Victor-Amédée Ier, en 1637 : son épouse, Christine de France, fille d'Henri IV, devient régente.
Cette période est également marquée, en 1610, par la construction du tracé de la Route Royale Nice-Turin, par la création d'un port franc, en 1612, par le développement de l'architecture baroque et la création d'une cour souveraine, le sénat de Nice, en 1614.
La politique d'alliance avec la France continue sous Charles-Emmanuel II si bien qu'en 1642, les Espagnols sont chassés de Nice mais son fils Victor-Amédée II, en revanche, désire s'éloigner de la tutelle française. En 1690, il s'allie avec l'empereur et le roi d'Espagne contre Louis XIV dans le cadre de la ligue d'Augsbourg. Les Français occupent alors la Savoie et, en 1691, le maréchal de Catinat prend Nice. La ville est cependant restituée par Louis XIV en 1697 (traité de Turin).
La guerre reprend peu de temps après, à l'occasion de la guerre de Succession d'Espagne. Victor-Amédée II est tout d'abord allié à Louis XIV, puis avec l'empereur. En 1705, les troupes françaises du maréchal La Feuillade attaquent Nice. Le château tombe en janvier 1706. La ville est occupée jusqu'en 1713 (traités d'Utrecht). Entretemps, Louis XIV a ordonné la destruction de la forteresse et des remparts. La ville change alors de fonction en perdant son rôle militaire.

Les États italiens en 1796, Nice dans le royaume de Sardaigne.

Après l'abdication de Victor-Amédée II, en 1730, son fils Charles-Emmanuel III poursuit une politique d'alliance contre la France. De 1744 à 1748, la guerre touche le pays niçois mais, la ville ayant perdu son intérêt stratégique, les combats se déroulent dans l'arrière-pays.
Le XVIIIe siècle, après la destruction du château et des remparts, se caractérise par de profondes modifications urbaines. Le cours Saleya est achevé en 1780. L'actuelle rue Saint-François-de-Paule devient la principale artère de la cité. La porte Vittoria est créée en 1788 (elle a été détruite en 1879). La place Vittorio (actuelle place Garibaldi) est achevée en 1792.
La population reprend son essor et s'implante en dehors du périmètre des anciens remparts. La ville compte 14 600 habitants en 1718 et 20 000 habitants en 1790. Les élites niçoises sont de plus en plus attirées par Turin, où elles font leurs études et où elles font carrière dans l'administration, l'armée, ou la diplomatie.
Au même moment, un nombre croissant d'aristocrates anglais choisissent Nice comme lieu de villégiature pour l'hiver. Cette nouvelle fonction est symboliquement consacrée par le séjour du duc d'York, frère du roi George III, en 1764. Dans les années 1780, les hivernants sont au nombre de 300 environ.

## Époque contemporaine (XIXe–XXesiècles)

### Révolution, Consulat et Empire
À la suite de l'entrée en guerre de la France contre l'Autriche et la Prusse, en avril 1792, Nice est prise sans combats, le 29 septembre, par le général D'Anselme, qui met en place un corps administratif provisoire, dirigé par Joseph-Ignace Giacobi. Des élections municipales, en décembre 1792, sont remportées par le parti favorable à la réunion du comté de Nice à la France : l'avocat Jean-Alexandre Pauliani, Joseph Dabray, Jean Dominique Blanqui et Ruffin Massa. Ils envoient Blanqui et le négociant Joseph Isaac Veillon auprès de la Convention nationale pour demander le rattachement. La Convention nationale réclame cependant un vote. Une assemblée représentant les 18 communes occupées demande alors solennellement le rattachement, qui est accepté par la Convention, le 31 janvier 1793. Le 4 février 1793, la Convention nationale a décrété que le Comté de Nice formera le 85e département, sous le nom de département des Alpes-Maritimes, et qu'il nommera trois députés à la Convention nationale. Le bagne de Nice a existé de 1792 à 1811,,,.
Nice suit ensuite les évolutions nationales. Les trois députés de la ville, Blanqui, Dabray et Veillon, siègent avec les Girondins. En septembre 1793, les envoyés en mission Augustin Robespierre et Jean François Ricord arrivent à Nice pour installer un régime de salut public. La période est marquée par la poursuite des combats dans l'arrière-pays. La ville de Nice, pour sa part, connaît d'importants problèmes de ravitaillement. À partir de mai 1795 commence la période thermidorienne.
Dans l'arrière-pays, les barbets s'opposent aux troupes françaises. La nature du barbétisme fait cependant débat, et il est parfois difficile de distinguer chez eux ce qui relève de la lutte politique de ce qui ressort du simple brigandage.
La période post-thermidorienne se caractérise par l'opposition entre une municipalité modérée (Jean-Alexandre Pauliani puis Joseph Emmanuel) et un directoire du département plus radical (André Gastaud). Ce dernier place ses partisans dans les commissions et les comités. Il est également accusé de corruption. Le coup d'État du 18 fructidor permet cependant aux commissaires Ruffin Massa et Joseph Dabray de faire arrêter les principaux coupables de détournements. La dissolution officielle des barbets par Turin, en mai 1796, puis son renoncement à revendiquer le comté de Nice, désorientent les adversaires de la Révolution. Le barbétisme dégénère alors en brigandage.
Le coup d'État du 18 brumaire et l'instauration du Consulat ne changent tout d'abord rien à cette situation difficile. Les troupes austro-sardes prennent Nice, qui est ensuite reprise par le général Suchet. Ce dernier installe un nouveau préfet, Florens.
La situation commence à se stabiliser avec l'arrivée d'un nouveau préfet en mai 1803, Marc-Joseph Gratet Dubouchage, qui parvient à remettre en place une administration efficace. Il nomme également Jean-Dominique Blanqui comme sous-préfet de Puget-Théniers. Malgré cette stabilisation, la poursuite des guerres napoléoniennes fait que l'opinion publique locale se détourne de la France. En 1813, la foule acclame Victor-Emmanuel Ier. Après la chute de Napoléon Ier, en 1814, le comté de Nice est restitué au royaume de Piémont-Sardaigne.

### La restauration sarde et la révolution de 1848

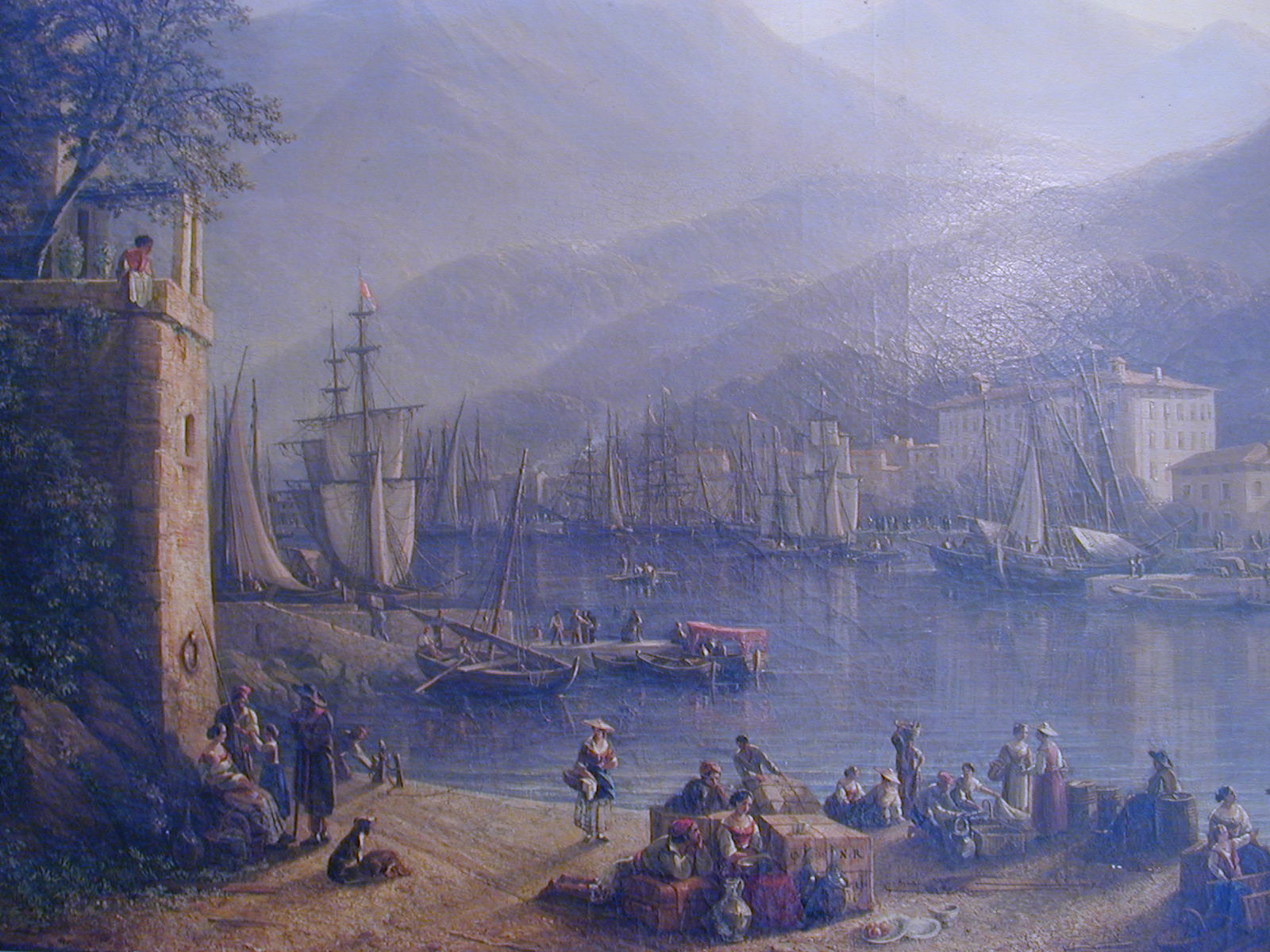
Le port de Nice au XIXe siècle peint par Isidore Dagnan.

Les deux traités de Paris (30 mai 1814 et 20 novembre 1815) rendent le comté de Nice au royaume de Piémont-Sardaigne et à son souverain, Victor-Emmanuel Ier. Ce dernier obtient également la république de Gênes et le protectorat sur la principauté de Monaco. Le retour de la paix et de la stabilité est apprécié à Nice.
Victor-Emmanuel Ier met en place la politique du « bon gouvernement » (Buon Governo). Toutes les mesures mises en place sous la Révolution sont abolies. L'administration municipale redevient ce qu'elle était depuis 1775 et avant 1792 : 21 conseillers représentent les trois ordres de la société (nobles, bourgeois et artisans-agriculteurs). Chaque ordre est représenté par un consul, mais c'est le consul noble qui détient la réalité du pouvoir. Au cours de cette période, les plus importants sont Agapit Caissotti de Roubion, Amédée Acchiardi de Saint-Léger et Henri Audiberti de Saint-Étienne. Le personnage le plus important de la cité est cependant le gouverneur.

Les États italiens en 1843, Nice dans le royaume de Sardaigne.

La ville retrouve son Sénat. Le lycée est transformé en collège royal, tenu par des jésuites jusqu'en 1848. Les Frères des écoles chrétiennes sont chargés de l'enseignement primaire. Nice bénéficie également de la création de deux écoles secondaires, de droit et de médecine et chirurgie, qui accueillent les étudiants avant qu'ils n'aillent achever leurs études à Turin ou, parfois, à Paris. Le clergé retrouve toutes ses prérogatives. Le diocèse de Nice est détaché de la province d'Aix et devient suffragant de l'archevêché de Gênes.
En outre, la loi du 7 octobre 1848 dote les provinces d'un Conseil provincial élu au suffrage censitaire, qui assiste le gouverneur. Les conseils communaux et les syndics sont également élus au suffrage censitaire. Le ghetto juif de Nice est officiellement supprimé et les Juifs obtiennent enfin les mêmes droits que les catholiques, dont ils avaient déjà bénéficié pendant les périodes révolutionnaires et impériales.
Nice connaît alors une période de tranquillité politique. La moyenne bourgeoisie est cependant de plus en plus sensible aux idées libérales.

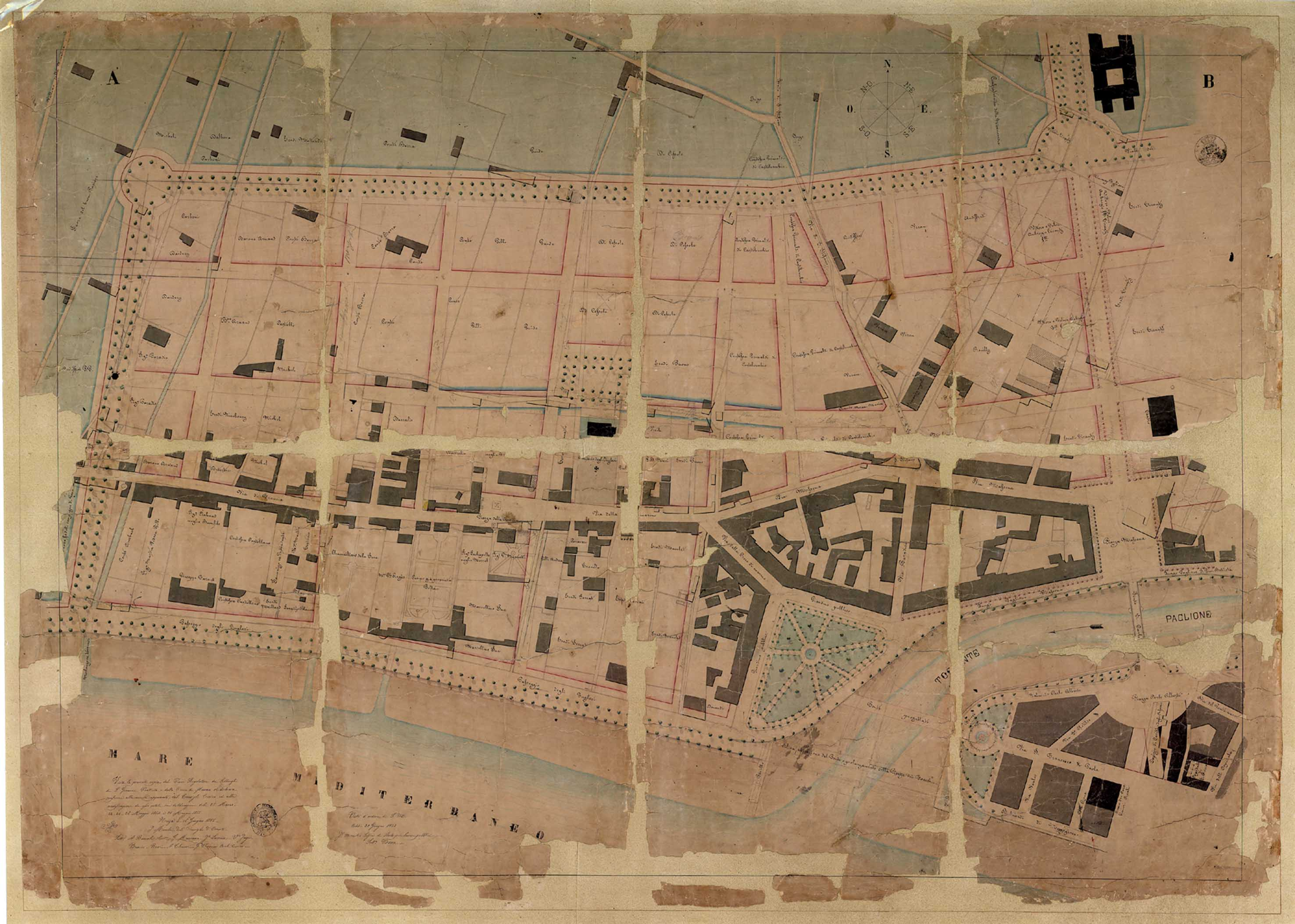
Le plan régulateur du quartier de la Croix de marbre (aujourd'hui quartier des musiciens) selon le Consiglio d'Ornato.

La population de la ville augmente fortement. Elle passe de 23 500 habitants en 1815 à 44 000 habitants en 1858. La cité s'étend sur la rive droite du Paillon. Dans les années 1830, un conseil d'ornement, le Consiglio d'Ornato est mis en place sur le modèle de la Commission d'architecture de Turin pour planifier l'expansion urbaine. L'église Saint-Jean-Baptiste, dite du Vœu, est construite en 1835-1852 afin d'honorer le vœu adopté par le conseil de la ville en 1832 et qui sollicitait la protection de la Vierge face à l'épidémie de choléra qui menaçait alors Nice. La place Masséna est conçue à partir de 1839 par l'architecte turinois Joseph Vernier. La place Cassini (aujourd'hui Île-de-Beauté) et l'église Notre-Dame du Port sont réalisées en 1840-1853, ainsi que la rue Cassini.
Nice bénéficie ensuite du mouvement de libéralisation politique lancé par Charles-Albert en 1847. Le Statuto est promulgué le 4 mars 1848. La Chambre des députés est désormais élue au suffrage censitaire. Les députés niçois élus sont tous des libéraux. Au même moment, Giuseppe Garibaldi commence à devenir célèbre. Des tensions sont néanmoins perceptibles en mai 1851, à cause de la suppression des franchises du port. La ville se caractérise également par l'existence d'un parti français, qui se structure à partir 1848 autour du journal L'Écho des Alpes-Maritimes. Ce parti est essentiellement composé de négociants libéraux qui ont fait leurs études en France.
En 1851, à la suite du coup d'État de Louis-Napoléon Bonaparte, de nombreux républicains français s'installent à Nice.

### L’annexion de 1860 et le Second Empire

Annexion française de Nice en 1860.

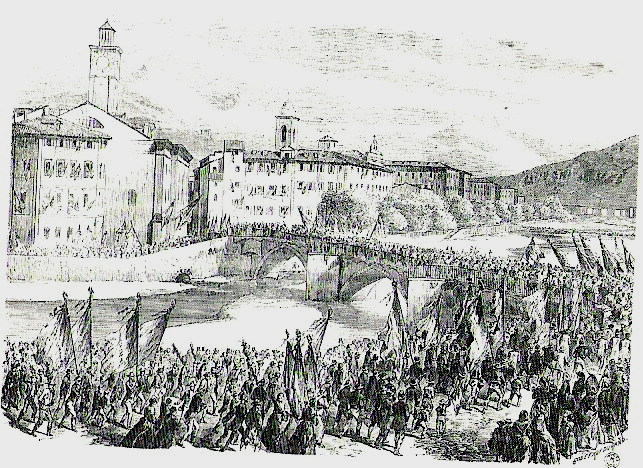
Œuvre parue en 1860 dans le magazine français L'Illustration et montrant les habitants du comté de Nice se rendant au scrutin de l'annexion.

À l'origine de l'annexion se trouve avant tout la volonté de Napoléon III, qui veut aider l'Italie à faire son unité, dans le but de contenir l'Autriche. Cependant, pour éviter de créer un État unifié potentiellement dangereux juste à côté de la France, l'empereur réclame, en échange de son aide, le duché de Savoie et le comté de Nice, qui constituent deux régions stratégiques importantes sur le plan militaire.
Le principe de cet échange est établi en 1858, lors des accords de Plombières, entre Napoléon III et Cavour, même si ce dernier a tenté ensuite de « sauver Nice ». Le traité de Turin, le 24 mars 1860, entérine le changement de souveraineté de la ville. La population niçoise semble tout d'abord assez réticente. Lors des élections législatives de mars 1860, les deux députés élus par Nice, Giuseppe Garibaldi et Charles Laurenti Robaudi, sont farouchement opposés à l'annexion. Le roi Victor-Emmanuel II, le 1er avril 1860, demande solennellement à la population d’accepter le changement de souveraineté, au nom de l'unité italienne. Des manifestations italophiles et l’acclamation de « Nice Italienne » par la foule sont rapportées en cette occasion . Ces manifestations ne peuvent pas influer sur le déroulement des événements. Un plébiscite est voté le 15 avril et le 16 avril 1860. Les adversaires de l'annexion appellent à s'abstenir, d'où le taux d’abstention très important. Le « oui » emporte 83 % des inscrits dans l'ensemble du comté de Nice et 86 % à Nice, en partie grâce à la pression des autorités (curés, syndics, fonctionnaires). C'est le résultat d'une magistrale opération de contrôle de l'information par les gouvernements français et piémontais, afin d'infléchir le résultat du vote aux décisions déjà prises. Les irrégularités dans les opérations de vote par plébiscite étaient évidentes. Le cas de Levens est emblématique : les mêmes sources officielles ont enregistré, face à seulement 407 électeurs, 481 suffrages exprimés, naturellement presque tous favorables au rattachement à la France . Le territoire de Nice est officiellement cédé à la France le 14 juin 1860. Le département des Alpes-Maritimes, deuxième du nom, est créé par l'addition du comté de Nice et de l'arrondissement de Grasse. Le journal La Voce di Nizza (it) est interdit. La langue italienne, qui était la langue officielle du Comté, celle utilisée par l'Église, à la mairie, celle enseignée dans les écoles, utilisée dans les théâtres et à l’Opéra, fut immédiatement abolie et remplacée par le français,. Les mécontentements pour l’annexion à la France entrainent l’émigration d'une grande partie de la population italophile, accélérée aussi par l'unification italienne après 1861. Un quart de la population niçoise, soit environ 11 000 Niçois, décide de s'exiler volontairement en Italie. Ce phénomène prit le nom d'exode niçois.
Le syndic de la ville élu en 1857, François Malausséna, est nommé maire en 1860. Le gouverneur provisoire au moment du plébiscite, Louis Lubonis, est élu député en 1860 et réélu en 1863. Le régime privilégie ainsi la continuité. Le préfet Denis Gavini parvient à se concilier les notables locaux. La ville bénéficie en outre de nombreux investissements, dont le plus visible est l'arrivée du chemin de fer, en 1864. La rive droite du Paillon se développe très rapidement. Contrairement à la rive gauche, elle est construite dans un style français haussmannien. La population passe de 44 000 habitants en 1858 à 48 000 habitants en 1861.

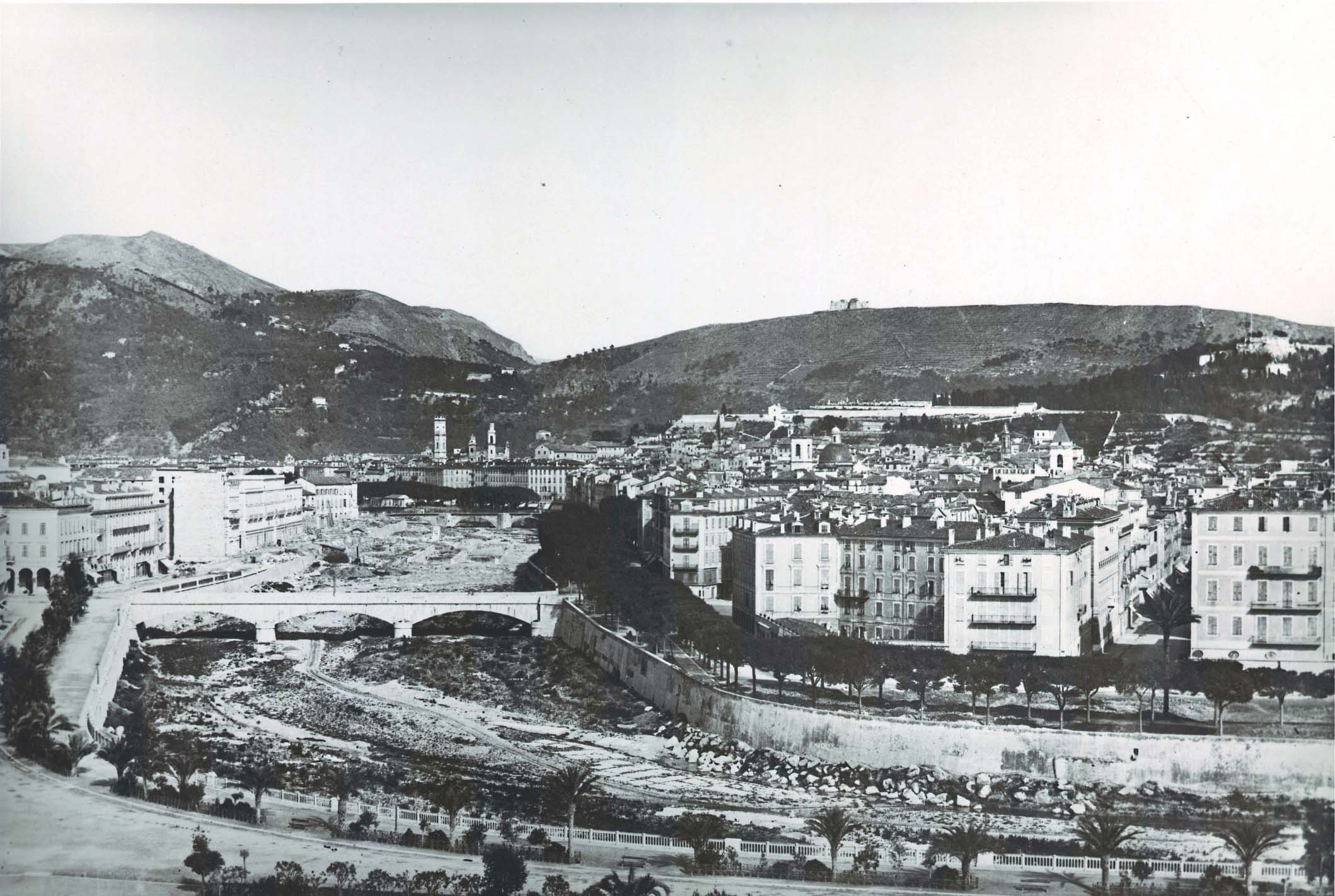
Le Paillon et sa rive gauche en 1865.

Le changement de souveraineté entraîne cependant aussi des mécontentements. La catégorie sociale la plus lésée est incontestablement celle des hommes de loi qui, avec la suppression de la Cour d'appel, perdent une part très importante de leur clientèle. Les juristes niçois, qui ont fait leurs études à Turin, sont ainsi les principales victimes de l'annexion. De nombreux aristocrates, partisans de la maison de Savoie, quittent également Nice pour s'installer définitivement en Italie. Politiquement, les libéraux niçois et les partisans de Garibaldi apprécient en outre très peu l'autoritarisme napoléonien. Des éléments de droite (aristocrates) comme de gauche (garibaldiens) désirent donc le retour de Nice à l'Italie. Pour le général niçois, en effet, sa ville natale est incontestablement italienne.
La fin du Second Empire est marquée à Nice, comme dans le reste de la France, par l'essor des contestations. Trop peu populaire, le député Louis Lubonis doit démissionner en 1868. Il est remplacé par François Malausséna, réélu en 1869. La gestion de la ville par ce dernier est cependant de plus en plus critiquée (ses adversaires lui reprochent de favoriser la rive droite du Paillon au détriment des vieux quartiers), tandis que de nombreux notables niçois, surtout les avocats, sont victimes de la concurrence de leurs homologues d'« outre-Var ». Les résultats du plébiscite de mai 1870 placent Nice parmi les villes plutôt opposantes au régime. Une double opposition, « républicaine française » d'une part et « libérale italienne » d'autre part, se structure peu à peu. C'est donc une ville divisée qui voit se produire la chute soudaine de l'Empire et la proclamation de la République, le 4 septembre 1870.

### La Troisième République, de 1870 à 1914

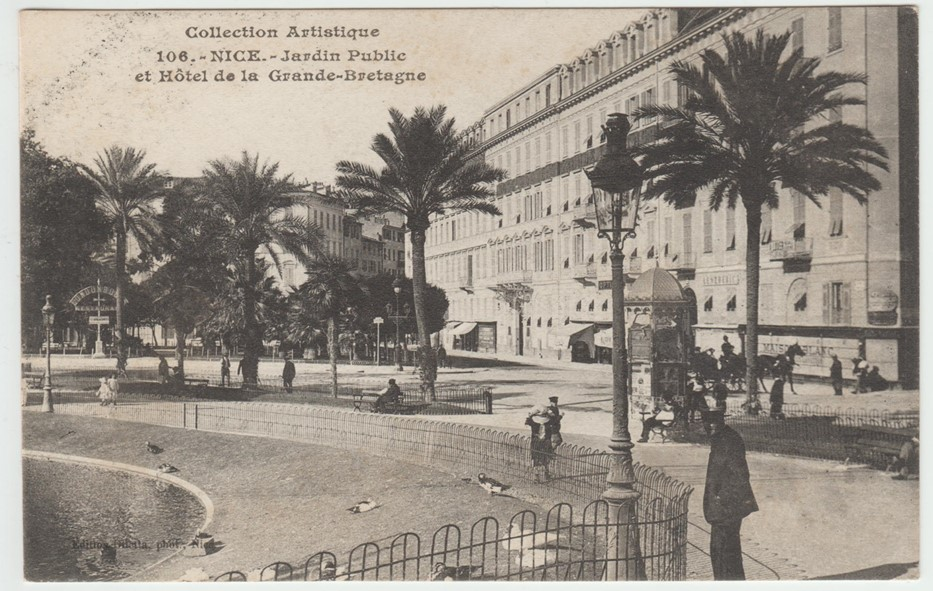
Photographie ancienne de l'Hôtel de la Grande-Bretagne à Nice.

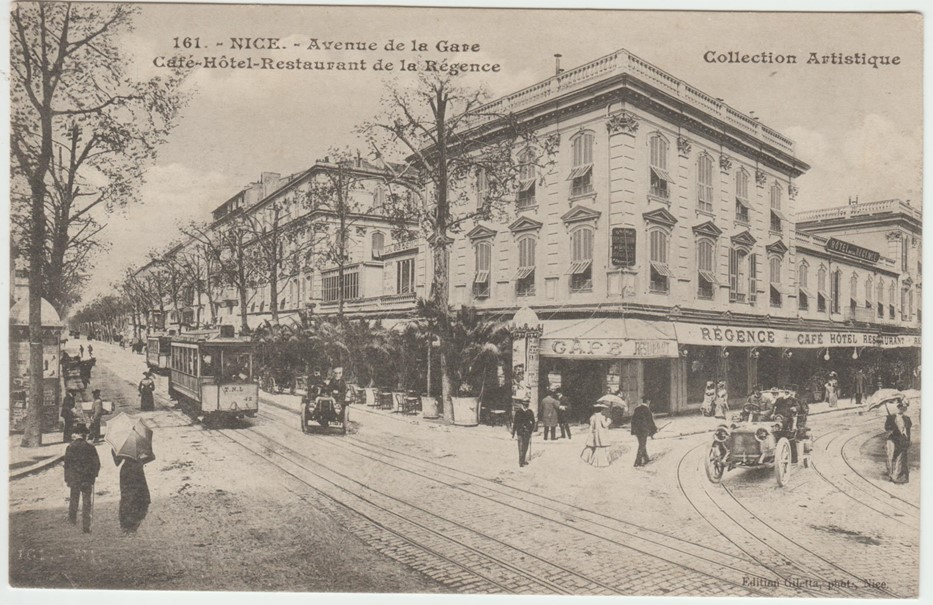
Avenue de la Gare et café-hôtel-restaurant La Régence à Nice

La proclamation de la République se produit dans un paysage politique particulièrement complexe. Les républicains « français », proches du quotidien Le Phare du Littoral, s'opposent aux libéraux « italiens », proches du quotidien Il Diritto di Nizza dont certains souhaitent le retour de Nice à l'Italie tandis que d'autres réclament essentiellement la prise en compte par le gouvernement français des particularités locales. Les premiers préfets républicains, Pierre Baragnon et Marc Dufraisse, mènent une politique parfois maladroite, en accusant tous leurs adversaires de « séparatisme »<. En 1871, lors des premières élections libres dans le Comté, les listes pro-italiennes obtiennent la quasi-totalité des suffrages aux élections législatives (26 534 voix sur 29 428 suffrages exprimés), et Garibaldi est élu député. Les pro-italiens descendent dans la rue en acclamant «Viva Nizza! Viva Garibaldi!». Le gouvernement français envoye 10 000 soldats à Nice, ferme le journal Il Diritto di Nizza et emprisonne plusieurs manifestants. La population de Nice se soulève du 8 au 10 février et les trois jours de manifestation prennent le nom de « Vêpres Niçoises ». La révolte est réprimée par les troupes françaises. L'armée et la marine interviennent, le préfet conservateur Villeneuve-Bargemon, nommé sous l'Ordre moral, s'appuie ensuite sur les conservateurs locaux, « particularistes ». Le 13 février, Garibaldi, qui s'était vu refuser la parole devant le parlement français réuni à Bordeaux pour demander la réunification de Nice avec l’Italie, a démissionné de son poste de député. L'échec des Vêpres entraîne l'expulsion des derniers intellectuels pro-italiens de Nice, comme Luciano Mereu ou Giuseppe Bres, qui sont expulsés ou déportés. Les journaux Il Diritto et La Voce (temporairement réédité après son interdiction en 1860) sont interdits, mais sont aussitôt remplacés le 19 février par Il Pensiero di Nizza.

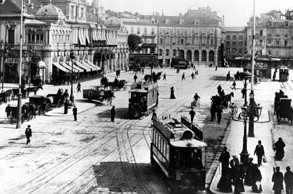
La place Masséna vers 1900 avec le tramway.

Parmi ces conservateurs locaux particularistes se trouvent le maire de Nice élu en 1871, Auguste Raynaud, ainsi que deux députés élus en février 1871 : Louis Piccon et Constantin Bergondi. Le particularisme politique échoue cependant assez rapidement. En 1874, Louis Piccon doit démissionner après avoir prononcé un discours dans lequel il envisageait le retour de Nice à la sphère italienne. Au même moment, son collègue Constantin Bergondi se suicide à cause de problèmes familiaux. Lors des élections législatives suivantes, le préfet et le journal Il Pensiero di Nizza soutiennent deux bonapartistes niçois, Joseph Durandy et Eugène Roissard de Bellet, mais ce sont deux républicains « français », Gaspard Médecin, de Menton, et Léon Chiris, de Grasse, qui sont élus. L'avocat Alfred Borriglione se rapproche ensuite des républicains « français » et se fait élire député en 1876. En 1878, il se présente aux élections municipales contre le maire sortant Auguste Raynaud et remporte le scrutin. Nice passe à gauche.
Alfred Borriglione lance une politique de grands travaux : création du boulevard Gambetta, prolongement de la promenade des Anglais, création d'un casino municipal sur la place Masséna, organisation d'une exposition internationale en 1883-1884. Proche de Gambetta et membre de l'Union républicaine, il est réélu comme maire en 1882. À la suite d'une crise municipale, il est cependant battu en 1886. Ses adversaires, conservateurs, lui reprochent en effet d'avoir fait trop de travaux et d'avoir endetté la ville. Le nouveau conseil municipal désigne comme maire Jules Gilly puis, à la suite de la démission de celui-ci, le comte François Alziary de Malausséna. La mairie est donc à présent tenue par des conservateurs modérés, qui arrêtent la politique de grands travaux. L'Éclaireur du Littoral devient L'Éclaireur de Nice le 1er janvier 1888.
Le 23 février 1887, l'important tremblement de terre d'intensité 6,3 ou 6,4, dont le foyer était situé en mer, probablement au large de San Remo, secoua fortement la ville et fit 2 morts et 13 blessés. Nietzsche, alors en villégiature le qualifia de « divertissement d'un genre nouveau : la charmante perspective qui tout à coup s'entrouvre à nous de nous voir engloutis d'un moment à l'autre ».
La politique sociale de la municipalité de François Alziary de Malausséna est cependant jugée insuffisante par une partie croissante de l'opposition, et notamment par les ouvriers. Les élections municipales de 1896 sont remportées par un radical, Honoré Sauvan. Ce dernier demeure maire jusqu'en 1912, en s'appuyant sur la vieille ville et une partie des milieux populaires. Honoré Sauvan doit cependant faire face à de nombreux problèmes d'aménagement, dus à la croissance très rapide de la ville. Lors des élections municipales de 1912, il est battu par les conservateurs, qui portent François Goiran à la mairie. Nice repasse donc à droite.

Casino et promenade des Anglais, Nice 1904 par Eugène Trutat. Photographie conservée au muséum de Toulouse.

La ville connaît également, au cours de cette période, un important essor économique et démographique. Le tourisme devient alors une activité prépondérante. Le nombre d'hôtels passe ainsi de 64 en 1877 à 182 en 1910. La population augmente de 52 000 habitants en 1872 à 143 000 habitants en 1911. L'essor de l'économie est rendu possible grâce à l'immigration. À la fin du XIXe siècle, Nice compte en effet entre 24 000 et 25 000 Italiens, soit environ un quart de sa population (93 800 habitants en 1896).
La seconde moitié du XIXe siècle est également marquée par le développement de Nice comme station balnéaire et mondaine (même si, au départ, les bains de mer ne sont pas une habitude de l'élite), à ses débuts par des aristocrates anglais et rentiers russes lors de l'hiver, puis qui se généralise à d'autres nationalités, notamment après l'arrivée du chemin de fer en 1865. La reine Victoria vient plusieurs saisons à l'hôtel Excelsior Regina et l'impératrice de Russie Alexandra Feodorovna s'y rend en 1857. De nombreux hôtels de luxe sont construits, comme le Westminster et le Negresco, ainsi que des casinos et des villas inspirées du style italien ornés de jardins chics (Pauline Bonaparte loge chez Carlone, Giacomo Meyerbeer villa Robini, l'impératrice Alexandra villa de l'Orestis, Louis Ier de Bavière villa Lions et les Bashkirtseff villa Romanoff). Pour ces résidents aisés qui créent un certain cosmopolitisme, des lieux de cultes divers sont édifiés (églises écossaise, américaine, épiscopale anglaise, évangélique anglican, orthodoxe russe). La promenade des Anglais devient à la Belle Époque un endroit social important. Les peintres se font par ailleurs l'écho de l'importance de Nice comme lieu de vie hivernal de la bourgeoisie.
Le mouvement irrédentiste pro-italien persiste tout au long de la période 1860-1914, malgré la répression effectuée depuis l’annexion. Le gouvernement français met en œuvre une politique de francisation de la société, de la langue et de la culture. Les toponymes des communes de l'ancien Comté ont été francisés, ainsi que certains patronymes. Les journaux en langue italienne à Nice ont été interdits. En 1861, La Voce di Nizza ferme ses portes (rouvert temporairement en 1871 pendant les Vêpres Niçoises), suivi de Il Diritto di Nizza. En 1895 c'est le tour de Il Pensiero di Nizza, accusé d'irrédentisme. Nombreux journalistes et écrivains niçois ont écrit dans ces journaux en langue italienne. Parmi ceux-ci figurent Enrico Sappia, Giuseppe André, Giuseppe Bres, Eugenio Cais di Pierlas et autres.

### La Première Guerre mondiale et l’entre-deux-guerres

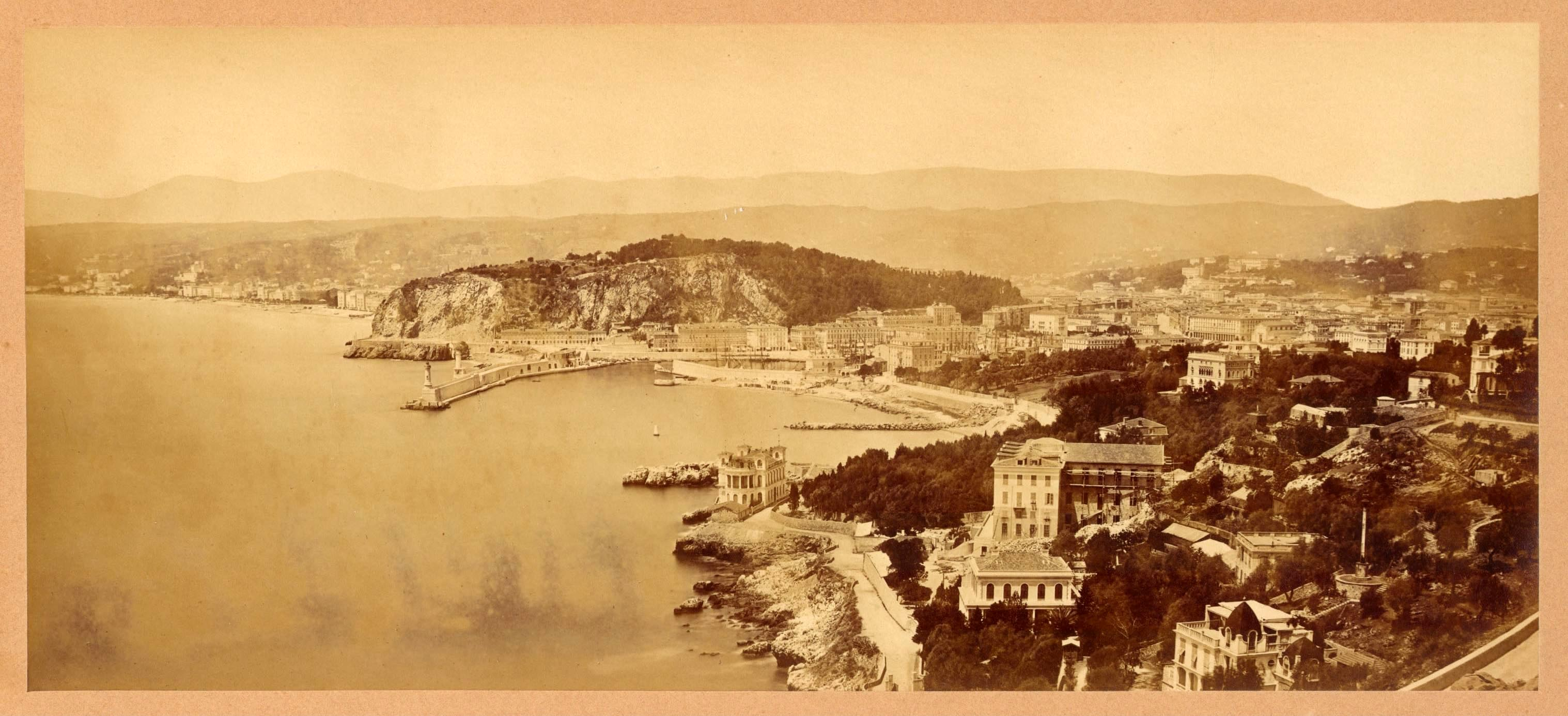
La colline du château vue du mont Boron au début du siècle dernier.

Le déclenchement de la Première Guerre mondiale, en août 1914, perturbe gravement l'économie locale. Les conscrits sont pour beaucoup incorporés dans les 163e et 363e régiments d'infanterie et le 6e bataillon de chasseurs alpins. La saison 1914-1915 est mauvaise et le chômage augmente sensiblement. La ville accueille des soldats blessés au front et des civils qui ont dû fuir les régions envahies. Les difficultés économiques s'aggravent de mai 1915 à juin 1918. Le tourisme est en grande difficulté, même si une légère reprise s'amorce au cours de l'hiver 1917-1918. L'annonce de l'armistice, le 11 novembre 1918, est saluée par d'importantes manifestations d'enthousiasme. Le bilan du conflit est assez lourd. 3 665 Niçois ont été tués. Plusieurs branches de l'économie locale ont été durement affectées, notamment l'industrie du bâtiment, la culture florale et l'hôtellerie. Le chômage est important et les grèves se multiplient. Le maire élu avant le conflit, François Goiran, ne se représente pas aux élections municipales de 1919.
La vie politique dans l'entre-deux-guerres se caractérise tout d'abord, de 1919 à 1936, par la domination des républicains modérés. L'ancien maire Honoré Sauvan est élu en 1919 et conserve la municipalité jusqu'à sa mort, en 1922. Son premier adjoint, Pierre Gautier, lui succède. Il est réélu en 1925 mais meurt en 1927. Un de ses adjoint, Alexandre Mari, prend alors sa succession, mais il démissionne en octobre 1928. L'avocat Jean Médecin lui succède. Il est réélu en 1929 et en 1935 et devient sénateur en 1939. Le député puis sénateur de la ville est par ailleurs le baron Flaminius Raiberti, également président du conseil général des Alpes-Maritimes de 1911 à 1932.

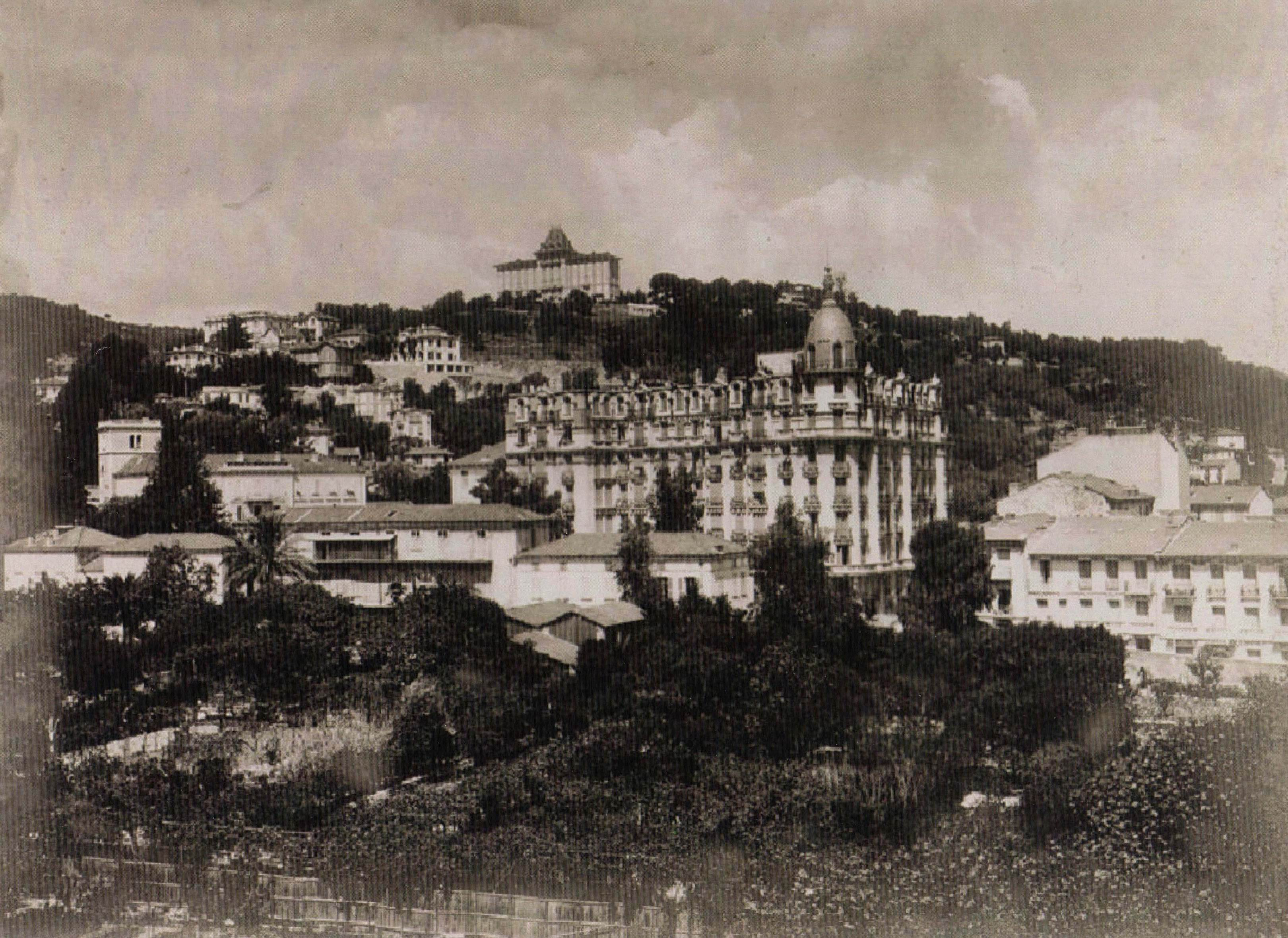
Le palais du Dôme sur la colline de Pessicart et au fond, le Righi Palace, en 1924.

La population de la ville augmente fortement. La ville passe de 155 000 habitants en 1921 à 240 000 habitants en 1936.
Nice est ensuite touchée par la crise économique mondiale des années 1930. Le chômage augmente sensiblement de 1932 à 1936. Ces tensions se répercutent sur le plan politique. L'extrême droite, notamment l'Action française, se montre très active. La gauche se mobilise également et, le 29 janvier 1934, une grande manifestation intersyndicale dégénère en affrontements graves. Dans les mois qui précèdent les élections législatives de 1936, les incidents se multiplient. Lors du premier tour, le 26 avril 1936, les députés sortants républicains modérés, Jean Médecin et Léon Baréty, sont réélus mais, au second tour, la troisième circonscription de la ville désigne Virgile Barel. C'est la première fois que Nice élit un député communiste. Comme dans le reste de la France, le mois de juin 1936 est marqué par des grèves très importantes.

### LaSeconde Guerre mondiale

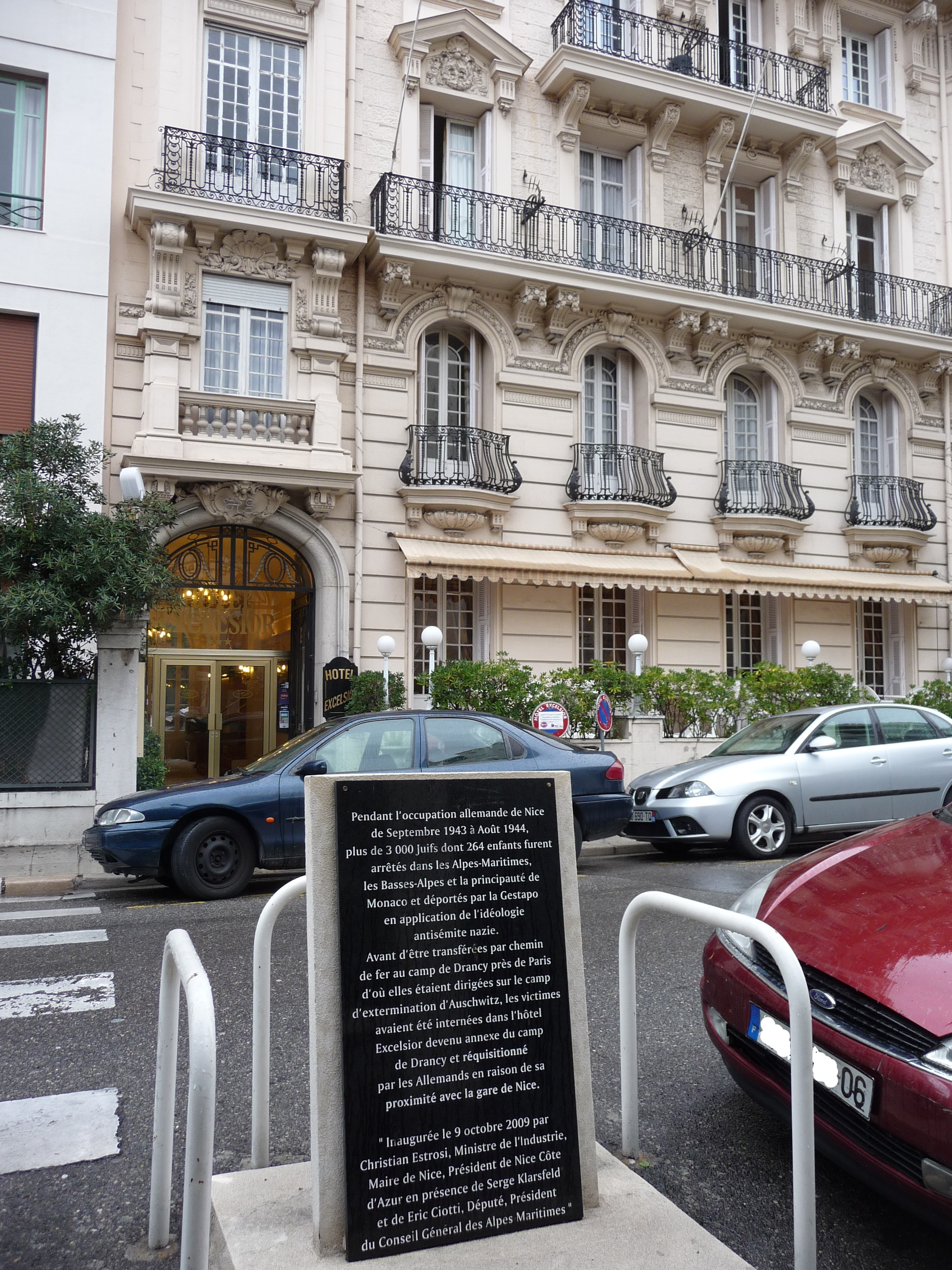
Plaque commémorative des déportés juifs des Alpes-Maritimes, devant l'hôtel Excelsior, à Nice, où ils étaient amenés avant de partir en train vers Auschwitz, via Drancy.

Le déclenchement de la guerre contre l'Allemagne, le 3 septembre 1939, provoque le départ des unités stationnées à Nice pour le front du Nord-Est. Le 10 juin 1940, la déclaration de guerre de l'Italie contre la France provoque l'arrestation des fascistes italiens qui habitent à Nice. À la suite de la signature de l'armistice du 22 juin 1940, le maire de Nice Jean Médecin se rallie au maréchal Pétain, le 6 juillet. En tant que sénateur, il vote pour que les pleins pouvoirs soient conférés au maréchal, le 10 juillet. 356 Niçois ont été tués au front, tandis que 4 295 sont prisonniers.
Le préfet Marcel (II) Ribière arrive à Nice en septembre 1940 pour imposer « l'ordre nouveau » de Vichy. Il est secondé par la Légion française des combattants (LFC), dont le président départemental est Joseph Darnand. Le maire Jean Médecin est maintenu dans ses fonctions, le 13 mars 1941.
Des agressions antisémites ont lieu en juillet 1941 et en mai, juin et septembre 1942. Le gouvernement Laval déclenche une rafle de Juifs étrangers le 26 août 1942. 655 personnes sont arrêtés et internées à la caserne Auvare. 560 d'entre elles sont déportées à Auschwitz via Drancy, le 31 août 1942.
Les premiers groupes de résistance sont constitués dès septembre 1940, au lycée de garçons (lycée Masséna). Les premières actions ont lieu en 1942. Le 14 juillet 1942, une manifestation réunit plusieurs centaines de personnes place Masséna.
À partir du 11 novembre 1942, l'armée italienne occupe la ville et accroit sa zone d'occupation en France. Grâce à l’œuvre du banquier juif italien Angelo Donati et du père capucin Marie-Benoît les autorités fascistes freinent l'application des lois antisémites de Vichy.
La Résistance se poursuit. Le 14 juillet 1943, une manifestation d'un millier de personnes a lieu avenue de la Victoire et place Masséna. Sur la pression des autorités occupantes, Jean Médecin quitte la ville le 27 juillet 1943.
La capitulation de l'Italie, en septembre 1943, marque la fin de l'occupation italienne, mais le début de l'occupation allemande, particulièrement brutale. Le SS Alois Brunner arrive à Nice le 10 septembre 1943. Il organise, jusqu'au 15 décembre 1943, la déportation de 1820 Juifs vers Drancy. Après son départ, 1129 autres personnes sont déportées, jusqu'au 31 juillet 1944. Certaines organisations parviennent à sauver des Juifs. Le réseau Marcel, dirigé par Moussa Abadi, sauve ainsi 527 enfants avec l'aide de l'évêque, Paul Rémond.

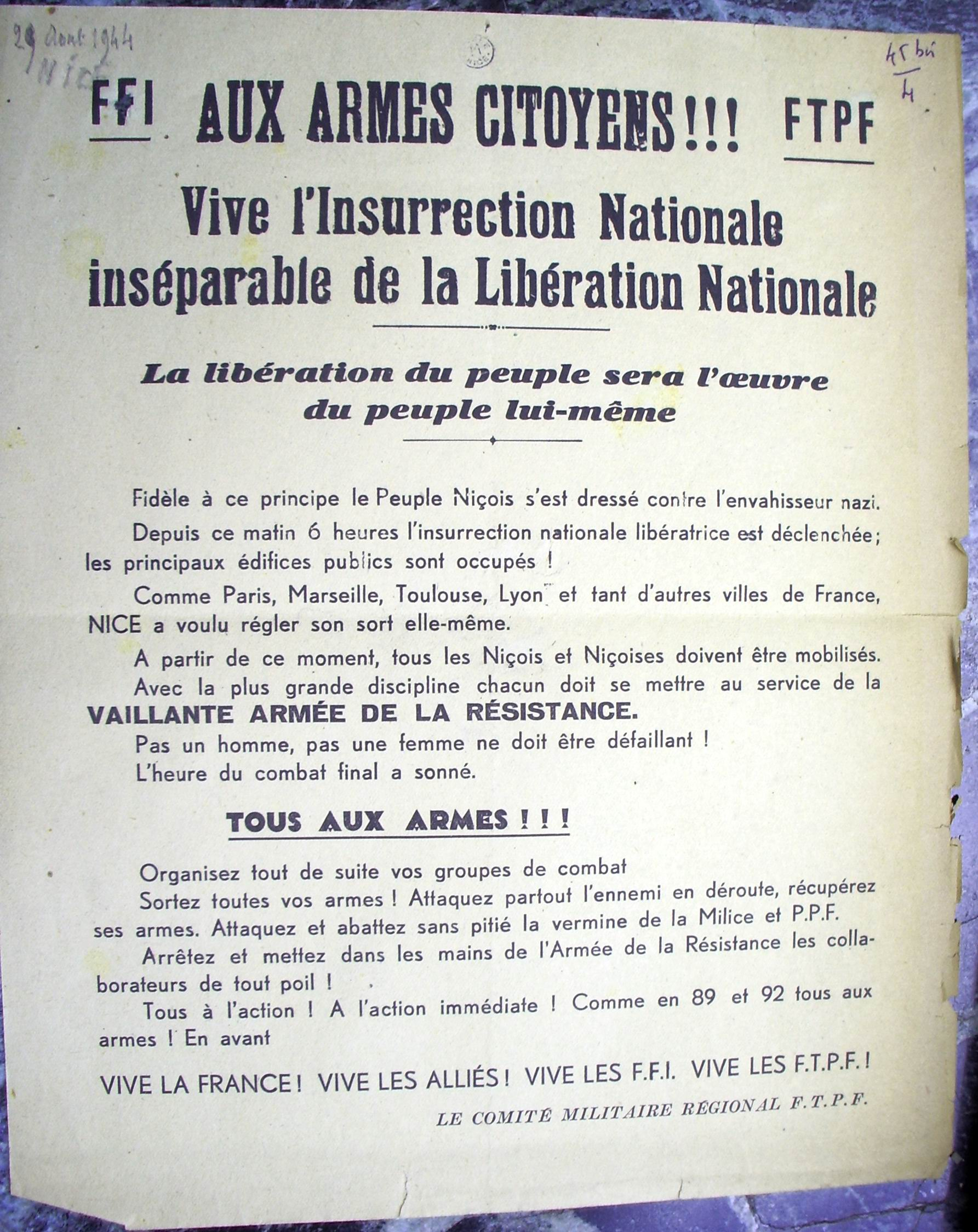
Affiche collée sur les murs de la ville la nuit du 27 août 1944.

La Résistance s'intensifie. La répression est extrêmement dure. Les Groupes d'action du PPF (Parti populaire français) abattent six résistants détenus, le 27 décembre 1943. La Gestapo exécute ou torture à mort 32 résistants, dont 23 sont fusillés à L'Ariane, les 22 juillet 1944 et le 15 août 1944. Elle déporte également 390 résistants et otages vers les camps de concentration. Jean Médecin, pour sa part, est interné le 28 juin 1944 à Belfort mais échappe à la déportation contrairement à son ami Charles Buchet. Le 7 juillet 1944 enfin, la Gestapo procède à la pendaison publique de deux résistants membres des FTP (Francs-Tireurs et Partisans), Séraphin Torrin et Ange Grassi, dont les corps sont exposés pendant trois heures, avenue de la Victoire.

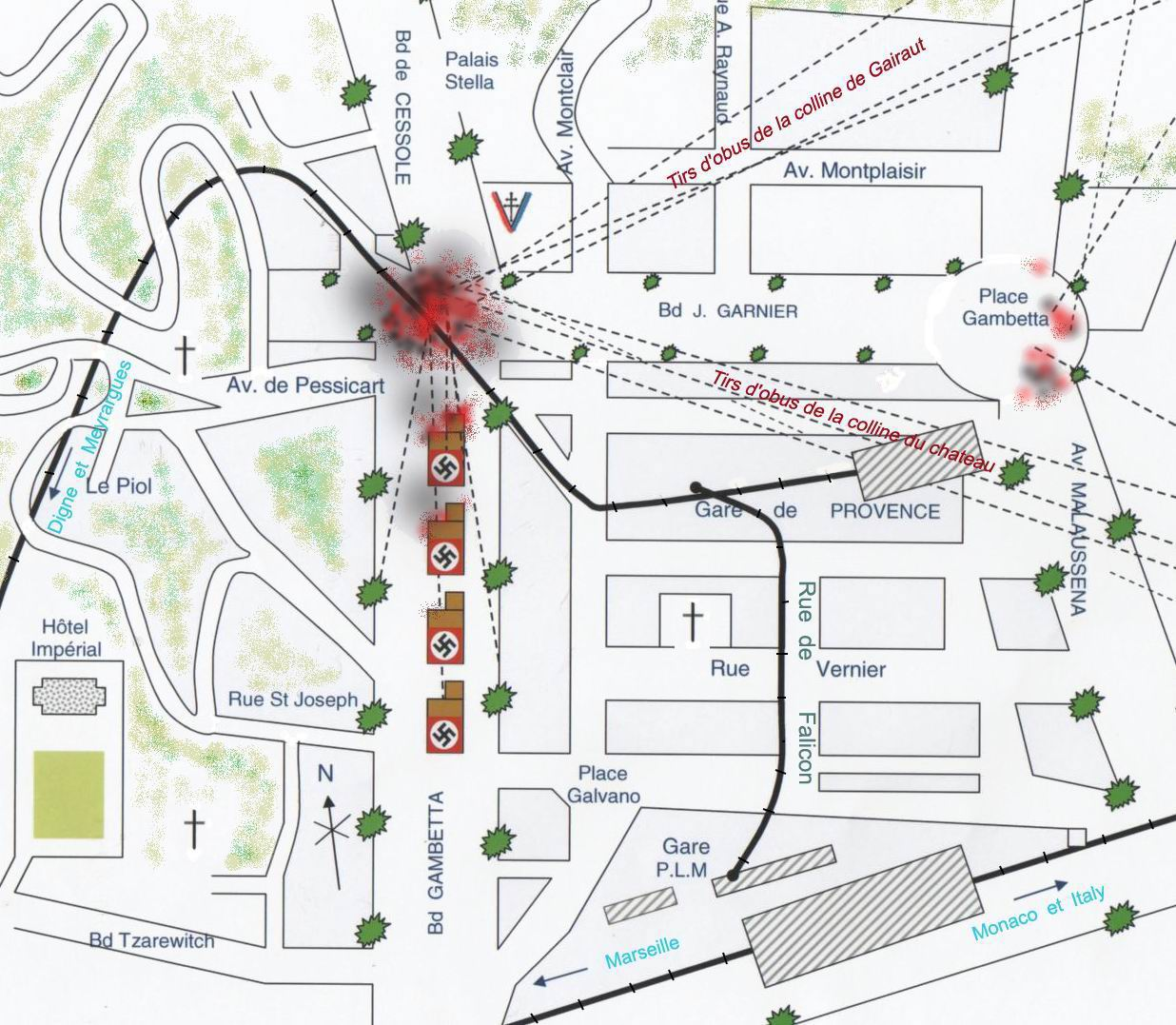
Aperçu des hostilités près de la gare des chemins de fer de Provence, le 28 août 1944, à la Libération de Nice.

Les bombardements deviennent par ailleurs fréquents et meurtriers. Le bombardement américain du 26 mai 1944 fait ainsi 308 morts, 499 blessés et 5 600 sinistrés. La situation économique devient en outre catastrophique et la ville connaît une quasi-famine pendant l'été 1944.
Le succès du débarquement de Provence provoque le repli des troupes nazies vers la frontière italienne. Les résistants lancent une grande insurrection, le 28 août 1944. Les nazis abandonnent la ville. Les combats de rue ont fait 25 morts et 105 prisonniers côté nazi, 31 morts et 280 blessés côté résistant. Les parachutistes américains entrent dans Nice, le 30 août 1944. L'épuration provoque de nombreuses arrestations en septembre 1944 et une trentaine d'exécutions sommaires, du 28 août au 23 septembre 1944. Un Comité départemental de libération (CDL) et un Comité local de libération (CLL) sont mis en place, puis une délégation spéciale. L'annonce de la capitulation allemande, le 8 mai 1945, est accueillie par des manifestations de joie.
La ville a beaucoup souffert : 1 868 immeubles ont été détruits ou endommagés entre le 26 mai et le 28 août 1944. La population est retombée à 210 000 habitants en 1946, ce qui signifie que la ville a perdu 30 000 habitants par rapport à 1936.

### De 1945 aux années 2000
Après la guerre, la vie politique reprend progressivement son cours. À la suite des élections municipales, le socialiste Jacques Cotta est élu maire, le 17 mai 1945. Les députés Jean Médecin et Virgile Barel retrouvent leur siège lors des élections à la Constituante, le 21 octobre 1945. Ils sont ensuite réélus à l'occasion des élections législatives du 5 juin 1946, mais aussi à celles du 10 novembre 1946. Les élections municipales du 19 octobre 1947, en revanche, sont remportées par Jean Médecin, qui redevient maire. Il est réélu lors des élections municipales du 26 avril 1953. La vie politique locale est fortement marquée, au cours de cette période, par Jean Médecin, qui est réélu maire en 1959 et en mars 1965. Il appartient à la droite libérale modérée et s'oppose à De Gaulle au cours des années 1960.
À la mort de Jean Médecin, en décembre 1965, son fils Jacques Médecin lui succède. Ce dernier cumule les mandats de maire, de conseiller général et de député. Il s'efforce de diversifier l'économie locale, en développant le tourisme d'affaires. Il dote la ville d'équipements structurants, comme le Théâtre municipal, le musée d'art moderne et d'art contemporain ou le palais Acropolis. Il est réélu maire en 1971, 1977,1983 et 1989. D'abord proche de la droite modérée et libérale, il se rapproche de l'extrême droite au cours des années 1980. Son mandat est par ailleurs marqué par d'importants problèmes de corruption. La ville connaît en outre de très graves problèmes d'endettement. En 1990, il démissionne et s'enfuit de France pour tenter d'éviter d'être mis en examen.
Les années 1980 sont par ailleurs marquées par le début de l'essor du Front national. Ce parti dépasse parfois, dans certaines circonscriptions de Nice, 30 % des suffrages exprimés.
Après la fuite de Jacques Médecin, le sénateur Honoré Bailet, membre du RPR, est élu par le conseil municipal pour lui succéder. Sa gestion est peu satisfaisante. Il est à son tour contraint à la démission, en 1993. Le conseil municipal désigne cette fois l'avocat Jean-Paul Baréty, neveu de l'ancien député Léon Baréty. Le nouveau maire essaie de redresser les finances de la ville. Lors des élections municipales de juin 1995, il est cependant battu par Jacques Peyrat, avocat, ancien dirigeant du Front national à Nice. Le nouveau maire adhère au RPR. Il est réélu en 2001. En 2008, il est battu par Christian Estrosi.

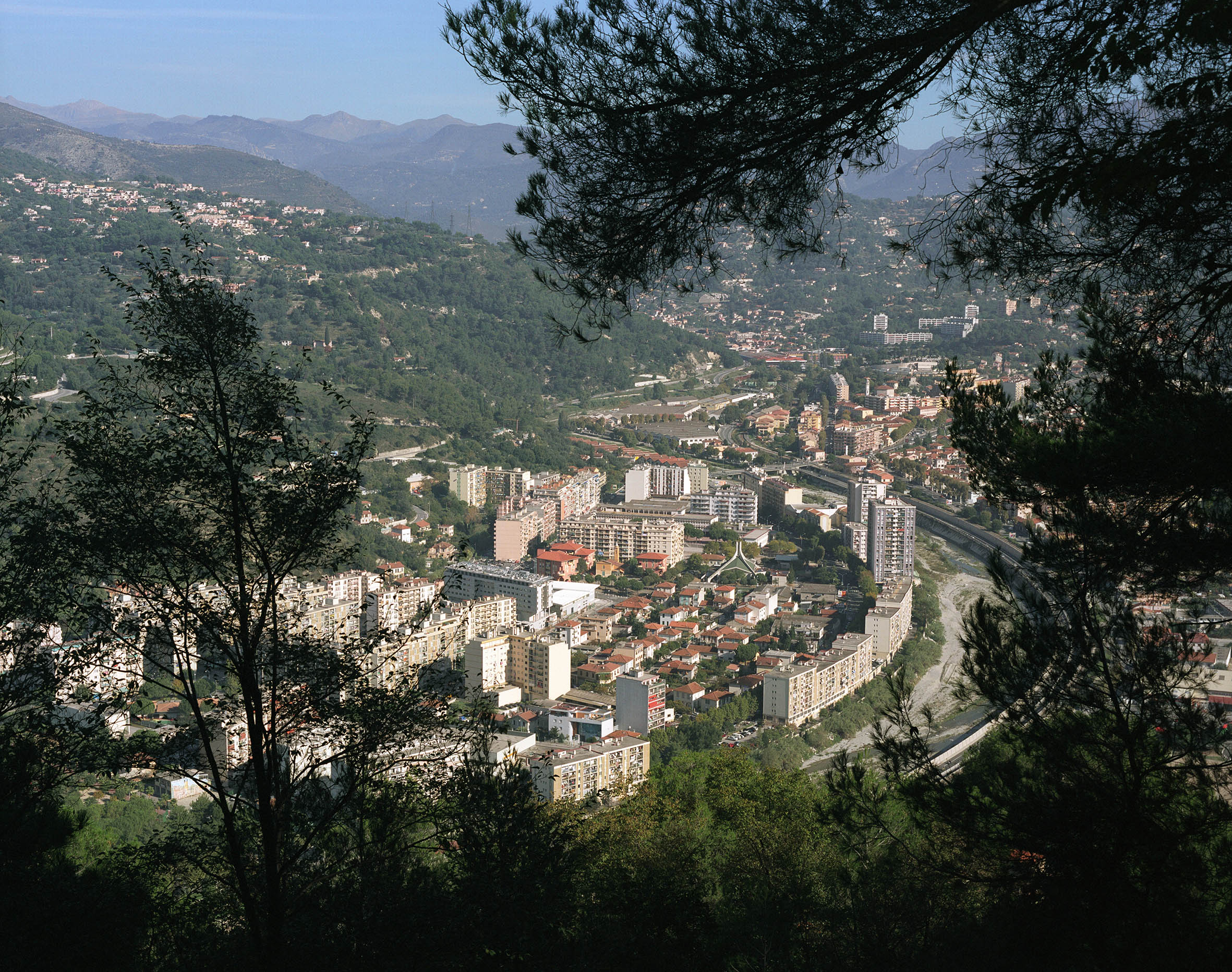
L'Ariane.

La ville connaît un essor démographique très important au cours des Trente Glorieuses. La population passe ainsi de 210 000 habitants en 1946, à 330 000 habitants en 1968, en raison notamment de l'arrivée des Français d'Algérie en 1962. Depuis 1975, le nombre d'habitants tend cependant à stagner entre 340 000 et 350 000 habitants.
Cet essor démographique entraîne d'importantes modifications urbaines. Les constructions s'étendent dans les vallées du Var et du Paillon et sur les collines. Les activités industrielles sont transférées à Carros. Les immigrés, indispensables pour faire fonctionner l'industrie du bâtiment en plein essor, sont logés dans de nouveaux quartiers comme Les Moulins, Bon-Voyage et L'Ariane. Le nombre de retraités aisés augmente fortement dans le centre-ville, ce qui provoque une forte hausse des prix de l'immobilier et donc le départ des jeunes actifs.
Les structures de l'économie changent beaucoup au cours de la seconde moitié du XXe siècle. Les activités de fabrication quittent la ville pour s'installer à Carros, La Trinité ou Saint-André. Quelques activités de confection dans l'habillement restent cependant localisées en ville. Le bâtiment et les travaux publics demeurent un des secteurs qui emploie le plus de main-d'œuvre. Les activités du secondaire représentent globalement moins de 10 % des emplois en 1999.
La période est surtout marquée par l'essor du secteur tertiaire. À la fonction d'accueil touristique traditionnel se rajoute le développement du tourisme d'affaires et du tourisme de congrès. Le palais des Expositions est inauguré en 1955 et agrandi en 1959-1960. Le palais Acropolis, inauguré en 1984, est plus spécifiquement destiné à accueillir des congrès. Le commerce représente également une part importante des emplois. Les fonctions administratives se développent, dans le public mais aussi dans le privé, notamment dans les secteurs de la banque et des sociétés d'assurance. La fonction médicale de la ville est également de plus en plus importante. La fonction enseignante, également, se développe, grâce aux lycées professionnels (bâtiment et hôtellerie) et, surtout, à l'université de Nice Sophia-Antipolis, ouverte en 1965. Ces établissements permettent à la ville de rayonner sur la partie orientale de la région Provence-Alpes-Côte d'Azur, en attirant des étudiants. Nice est ainsi, aujourd'hui, une ville de services. En 1999, 85 % des actifs travaillent dans le secteur tertiaire.

### LeXXIesiècle

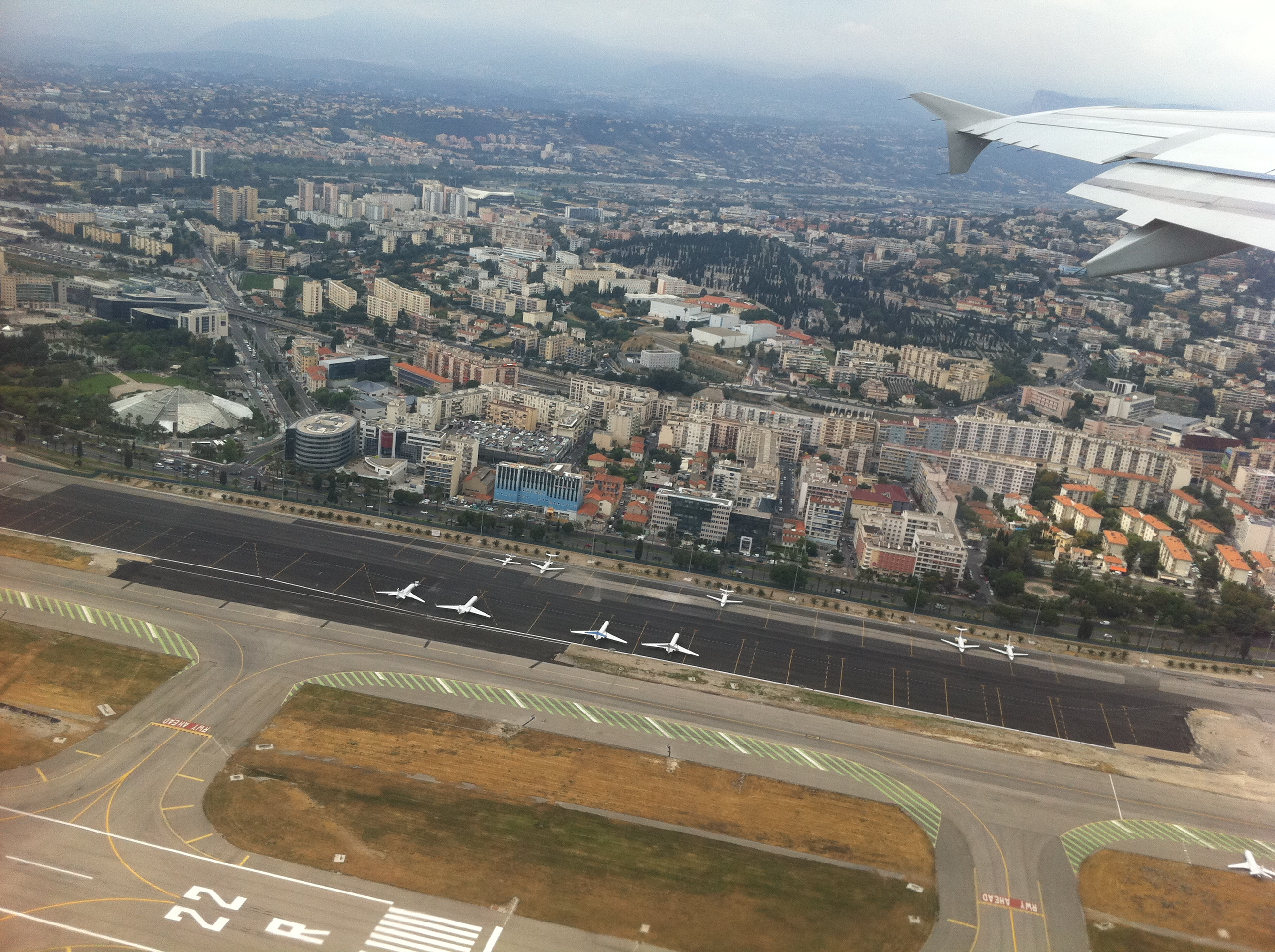
Sud-ouest de Nice vu depuis l'aéroport, dont le quartier des Moulins.

À partir de la fin des années 2000, notamment sous l'impulsion du maire Christian Estrosi, la plaine du Var est réaménagée. Jusqu'ici essentiellement maraichère (elle constituait la dernière plaine agricole de la ville) et en zone inondable, elle progressivement urbanisée, dans le but de devenir le nouveau centre de la Métropole Nice Côte d'Azur. Ce projet dénommé Éco-Vallée suscite de nombreuses contestations notamment écologiques : bétonnage, disparition de terres agricoles, absence de concertation publique,, Depuis 2015, différentes associations engagent une lutte juridique contre le projet
La ville bénéficie aujourd'hui d'atouts importants, comme son climat, son cadre de vie et la qualité de ses liaisons avec Paris. Elle doit cependant faire face à un certain nombre de difficultés. L'organisation de l'aire urbaine et les relations de Nice avec les communes environnantes comme Carros, Saint-Laurent-du-Var ou les communes de la vallée du Paillon, devraient être améliorées. Le bon fonctionnement de la CANCA constitue ainsi un premier enjeu important. La ville doit aussi diversifier son tissu économique. Elle devrait attirer davantage d'entreprises, développer l'enseignement supérieur et mener une politique culturelle plus dynamique. Le prix très élevé de l'immobilier tend par ailleurs à faire fuir les jeunes actifs et les étudiants. Les voies de communications sont saturées et les transports en commun gagneraient être améliorés. La ville est mal reliée à Toulon et à Marseille, mais aussi à Gênes et à Turin. Le patrimoine architectural et historique, enfin, pourrait être davantage mis en valeur.
Le 14 juillet 2016, un attentat au camion se produit sur la promenade des Anglais juste après le feu d'artifice célébrant la Fête nationale française. 86 personnes perdent la vie, et 434 autres personnes sont blessées. C'est le plus grave attentat commis en France après ceux du 13 novembre 2015 à Paris et Saint-Denis, et le plus meurtrier jamais commis en France hors agglomération parisienne. Le 29 octobre 2020, un nouvel attentant islamiste fait 3 morts au sein de la basilique Notre-Dame-de-l'Assomption.